# 1978
| [ Edytuj tabelę ]                                                | |
| Przewodniczący Rady Państwa                                      | - 1972 Henryk Jabłoński 1985 |
| Premier Polski                                                   | - 1970 Piotr Jaroszewicz 1980 |
| Prezydent Polski na uchodźstwie                                  | - 1972 Stanisław Ostrowski 1979 |
| Premier rządu RP na uchodźstwie                                  | - 1976 Kazimierz Sabbat 1986 |
| I sekretarz KC PZPR                                              | - 1970 Edward Gierek 1980 |
| Prezydent Afganistanu                                            | - 1973 Mohammad Daud Chan 1978 - 1978 Nur Mohammad Taraki 1979                                                                         |
| Premier Afganistanu                                              | - 1978 Nur Mohammad Taraki 1979 |
| Przywódca Albanii                                                | - 1944 Enver Hoxha 1985 |
| Premier Albanii                                                  | - 1954 Mehmet Shehu 1981 |
| Prezydent Algierii                                               | - 1965 Huari Bumedien 1978 - 1978 Rabah Bitat 1979                                                                                     |
| Premier Algierii                                                 | - 1963 urząd zniesiony 1979 |
| Współksiążęta Andory                                             | - 1971 Joan Martí i Alanís 2003 - 1974 Valéry Giscard d’Estaing 1981                                                                   |
| Prezydent Angoli                                                 | - 1975 Agostinho Neto 1979 |
| Premier Angoli                                                   | - 1975 Lopo do Nascimento 1978 |
| Król Arabii Saudyjskiej                                          | - 1975 Chalid ibn Abd al-Aziz Al Su’ud 1982                                                                                            |
| Prezydent Argentyny                                              | - 1976 gen. Jorge Rafael Videla 1981                                                                                                   |
| Premier Australii                                                | - 1975 Malcolm Fraser 1983 |
| Prezydent Austrii                                                | - 1974 Rudolf Kirchschläger 1986 |
| Kanclerz Austrii                                                 | - 1970 Bruno Kreisky 1983 |
| Premier Bahamów                                                  | - 1973 Lynden Pindling 1992 |
| Emir Bahrajnu                                                    | - 1971 Isa ibn Salman Al Chalifa 1999                                                                                                  |
| Premier Bahrajnu                                                 | - 1970 Chalifa ibn Salman Al Chalifa 2020                                                                                              |
| Prezydent Bangladeszu                                            | - 1977 Ziaur Rahman 1981 |
| Premier Bangladeszu                                              | - 1975 urząd zniesiony 1978 - 1978 Mashiur Rahman 1979                                                                                 |
| Premier Barbadosu                                                | - 1976 Tom Adams 1985 |
| Prezydent Birmy                                                  | - 1974 Ne Win 1981 |
| Premier Birmy                                                    | - 1977 Maung Maung Kha 1988 |
| Król Belgów                                                      | - 1951 Baudouin 1993 |
| Premier Belgii                                                   | - 1974 Leo Tindemans 1978 - 1978 Paul Vanden Boeynants 1979                                                                            |
| Prezydent Beninu                                                 | - 1972 Mathieu Kérékou 1991 |
| Król Bhutanu                                                     | - 1972 Jigme Singye Wangchuck 2006 |
| Premier Bhutanu                                                  | - 1964 urząd zniesiony 1998 |
| Prezydent Boliwii                                                | - 1971 Hugo Banzer Suárez 1978 - 1978 Víctor González Fuentes 1978 - 1978 Juan Pereda Asbún 1978 - 1978 David Padilla 1979             |
| Prezydent Botswany                                               | - 1966 Seretse Khama 1980 |
| Prezydent Brazylii                                               | - 1974 Ernesto Geisel 1979 |
| Sułtan Brunei                                                    | - 1967 Hassanal Bolkiah |
| Przywódca Bułgarii                                               | - 1954 Todor Żiwkow 1989 |
| Premier Bułgarii                                                 | - 1971 Stanko Todorow 1981 |
| Prezydent Burundi                                                | - 1976 Jean-Baptiste Bagaza 1987 |
| Premier Burundi                                                  | - 1976 Édouard Nzambimana 1978 - 1978 urząd zniesiony 1988                                                                             |
| Prezydent Chile                                                  | - 1973 Augusto Pinochet 1990 |
| Przewodniczący ChRL                                              | - 1978 Ye Jianying 1983 |
| Premier Chin                                                     | - 1976 Hua Guofeng 1980 |
| Prezydent Cypru                                                  | - 1977 Spiros Kiprianu 1988 |
| Prezydent Czadu                                                  | - 1975 Félix Malloum 1979 |
| Premier Czadu                                                    | - 1960 urząd zniesiony 1978 - 1978 Hissène Habré 1979                                                                                  |
| Prezydent Czechosłowacji                                         | - 1975 Gustáv Husák 1989 |
| Premier Czechosłowacji                                           | - 1970 Lubomír Štrougal 1988 |
| Król Danii                                                       | - 1972 Małgorzata II 2024 |
| Premier Danii                                                    | - 1975 Anker Jørgensen 1982 |
| Dalajlama                                                        | - 1940 Tenzin Gjaco |
| Prezydent Dominikany                                             | - 1966 Joaquín Balaguer 1978 - 1978 Antonio Guzmán Fernández 1982                                                                      |
| Prezydent Dominiki                                               | - 1978 Louis Cools-Lartigue (tymcz.) 1979                                                                                              |
| Premier Dominiki                                                 | - 1978 Patrick John 1979 |
| Prezydent Dżibuti                                                | - 1977 Hasan Guled Aptidon 1999 |
| Premier Dżibuti                                                  | - 1977 Ahmed Dini Ahmed 1978 - 1978 Abdallah Mohamed Kamil 1978 - 1978 Barkat Gourad Hamadou 2001                                      |
| Prezydent Egiptu                                                 | - 1970 Anwar as-Sadat 1981 |
| Premier Egiptu                                                   | - 1975 Mamduh Salim 1978 - 1978 Mustafa Chalil 1980                                                                                    |
| Prezydent Ekwadoru                                               | - 1976 Alfredo Poveda 1979 |
| Przewodniczący Wojskowej Rady Administracyjnej Etiopii           | - 1977 Mengystu Hajle Marjam 1987 |
| Przew. Komisji Europejskiej                                      | - 1977 Roy Jenkins (Wielka Brytania) 1980                                                                                              |
| Premier Fidżi                                                    | - 1970 Kamisese Mara 1987 |
| Prezydent Filipin                                                | - 1965 Ferdinand Marcos 1986 |
| Prezydent Finlandii                                              | - 1956 Urho Kekkonen 1981 |
| Premier Finlandii                                                | - 1977 Kalevi Sorsa 1979 |
| Prezydent Francji                                                | - 1974 Valéry Giscard d’Estaing 1981                                                                                                   |
| Premier Francji                                                  | - 1976 Raymond Barre 1981 |
| Prezydent Gabonu                                                 | - 1967 Omar Bongo 2009 |
| Premier Gabonu                                                   | - 1975 Léon Mébiame 1990 |
| Prezydent Gambii                                                 | - 1970 Dawda Kairaba Jawara 1994 |
| Prezydent Ghany                                                  | - 1972 Ignatius Kutu Acheampong 1978 - 1978 Frederick Akuffo 1979                                                                      |
| Prezydent Górnej Wolty                                           | - 1966 Sangoulé Lamizana 1980 |
| Prezydent Grecji                                                 | - 1975 Konstandinos Tsatsos 1980 |
| Premier Grecji                                                   | - 1974 Konstandinos Karamanlis 1980 |
| Premier Grenady                                                  | - 1974 Eric Gairy 1979 |
| Prezydent Gujany                                                 | - 1970 Arthur Chung 1980 |
| Premier Gujany                                                   | - 1964 Forbes Burnham 1980 |
| Prezydent Gwatemali                                              | - 1974 Kjell Eugenio Laugerud García 1978 - 1978 Fernando Romeo Lucas García 1982                                                      |
| Prezydent Gwinei                                                 | - 1958 Ahmed Sekou Touré 1984 |
| Premier Gwinei                                                   | - 1972 Louis Lansana Beavogui 1984 |
| Prezydent Gwinei Bissau                                          | - 1973 Luís Cabral 1980 |
| Premier Gwinei Bissau                                            | - 1973 Francisco Mendes 1978 - 1978 Constantino Teixeira 1978 - 1978 João Bernardo Vieira 1980                                         |
| Prezydent Gwinei Równikowej                                      | - 1968 Francisco Macías Nguema 1979 |
| Prezydent Haiti                                                  | - 1971 Jean-Claude Duvalier 1986 |
| Król Hiszpanii                                                   | - 1975 Jan Karol I 2014 |
| Premier Hiszpanii                                                | - 1976 Adolfo Suárez 1981 |
| Król Holandii                                                    | - 1948 Juliana 1980 |
| Premier Holandii                                                 | - 1977 Dries van Agt 1982 |
| Prezydent Hondurasu                                              | - 1975 Juan Alberto Melgar (p.o.) 1978 - 1978 Policarpo Paz García (p.o.) 1982                                                         |
| Szach Iranu                                                      | - 1941 Mohammad Reza Pahlawi 1979 |
| Premier Iranu                                                    | - 1977 Dżamszid Amuzegar 1978 - 1978 Dżafar Szarif-Emami 1978 - 1978 Gholam Reza Azhari 1979                                           |
| Prezydent Iraku                                                  | - 1968 Ahmad Hasan al-Bakr 1979 |
| Premier Iraku                                                    | - 1968 Ahmad Hasan al-Bakr 1979 |
| Prezydent Indii                                                  | - 1977 Neelam Sanjiva Reddy 1982 |
| Premier Indii                                                    | - 1977 Morarji Desai 1979 |
| Prezydent Indonezji                                              | - 1967 Suharto 1998 |
| Prezydent Irlandii                                               | - 1976 Patrick Hillery 1990 |
| Premier Irlandii                                                 | - 1977 Jack Lynch 1979 |
| Prezydent Islandii                                               | - 1968 Kristján Eldjárn 1980 |
| Premier Islandii                                                 | - 1974 Geir Hallgrímsson 1978 - 1978 Ólafur Jóhannesson 1979                                                                           |
| Prezydent Izraela                                                | - 1973 Efraim Kacir 1978 - 1978 Icchak Nawon 1983                                                                                      |
| Premier Izraela                                                  | - 1977 Menachem Begin 1983 |
| Premier Jamajki                                                  | - 1972 Michael Manley 1980 |
| Cesarz Japonii                                                   | - 1926 Hirohito 1989 |
| Premier Japonii                                                  | - 1976 Takeo Fukuda 1978 - 1978 Masayoshi Ōhira 1980                                                                                   |
| Prezydent Jemenu Południowego                                    | - 1969 Salim Ali Rubai 1978 - 1978 Ali Nasir Muhammad 1978 - 1978 Abd al-Fattah Ismail 1980                                            |
| Prezydent Jemenu Północnego                                      | - 1977 Ahmad al-Ghaszmi 1978 - 1978 Abdul Karim Abdullah al-Araszi 1978 - 1978 Ali Abd Allah Salih 1990                                |
| Król Jordanii                                                    | - 1952 Husajn 1999 |
| Premier Jordanii                                                 | - 1976 Mudar Badran 1979 |
| Prezydent Jugosławii                                             | - 1953 Josip Broz Tito 1980 |
| Premier Jugosławii                                               | - 1977 Veselin Duranović 1982 |
| Prezydent Kamerunu                                               | - 1960 Ahmadou Ahidjo 1982 |
| Premier Kamerunu                                                 | - 1975 Paul Biya 1982 |
| Przywódca Demokratycznej Kampuczy                                | - 1976 Khieu Samphan 1979 |
| Premier Demokratycznej Kampuczy                                  | - 1976 Pol Pot 1979 |
| Przywódca Ludowej Republiki Kampuczy                             | - 1972 Heng Samrin 1992 |
| Premier Kanady                                                   | - 1968 Pierre Trudeau 1979 |
| Emir Kataru                                                      | - 1972 Chalifa ibn Ahmad 1995 |
| Premier Kataru                                                   | - 1971 Chalifa ibn Ahmad 1995 |
| Prezydent Kenii                                                  | - 1964 Jomo Kenyatta 1978 - 1978 Daniel Moi 2002                                                                                       |
| Prezydent Kolumbii                                               | - 1974 Alfonso López Michelsen 1978 - 1978 Julio César Turbay Ayala 1982                                                               |
| Prezydent Konga                                                  | - 1977 Joachim Yhombi-Opango 1979 |
| Premier Konga                                                    | - 1975 Louis Sylvain Goma 1984 |
| Patriarcha Konstantynopola                                       | - 1972 Dymitr I 1991 |
| Prezydent Korei Południowej                                      | - 1963 Park Chung-hee 1979 |
| Premier Korei Południowej                                        | - 1976 Choi Kyu-hah 1979 |
| Prezydent KRLD                                                   | - 1972 Kim Il Sŏng 1994 |
| Premier KRLD                                                     | - 1977 Ri Jong Ok 1984 |
| Prezydent Kostaryki                                              | - 1974 Daniel Oduber Quirós 1978 - 1978 Rodrigo Carazo Odio 1982                                                                       |
| Przewodniczący Rady Państwa Kuby                                 | - 1976 Fidel Castro 2008 |
| Emir Kuwejtu                                                     | - 1977 Dżabir III 2006 |
| Premier Kuwejtu                                                  | - 1965 Dżabir al-Ahmad al-Dżabir as-Sabah 1978 - 1978 Sad al-Abd Allah as-Salim as-Sabah 2003                                          |
| Prezydent Laosu                                                  | - 1975 Tiao Souphanouvong 1991 |
| Król Lesotho                                                     | - 1966 Moshoeshoe II 1990 |
| Premier Lesotho                                                  | - 1965 Leabua Jonathan 1986 |
| Prezydent Libanu                                                 | - 1976 Iljas Sarkis 1982 |
| Premier Libanu                                                   | - 1976 Salim al-Huss 1980 |
| Prezydent Liberii                                                | - 1971 William Tolbert Jr. 1980 |
| Przywódca Libii                                                  | - 1969 Mu’ammar al-Kaddafi 2011 |
| Premier Libii                                                    | - 1977 Abd al-Ati al-Ubajdi 1979 |
| Sekretarz generalny PKL Libii                                    | - 1977 Mu’ammar al-Kaddafi 1979 |
| Książę Liechtensteinu                                            | - 1938 Franciszek Józef II 1989 |
| Premier Liechtensteinu                                           | - 1974 Walter Kieber 1978 - 1978 Hans Brunhart 1993                                                                                    |
| Premier Litwyna emigracji                                        | - 1940 Stasys Lozoraitis 1983 |
| Wielki książę Luksemburga                                        | - 1964 Jan 2000 |
| Premier Luksemburga                                              | - 1974 Gaston Thorn 1979 |
| Prezydent Madagaskaru                                            | - 1975 Didier Ratsiraka 1993 |
| Premier Madagaskaru                                              | - 1977 Désiré Rakotoarijaona 1988 |
| Prezydent Malawi                                                 | - 1966 Hastings Kamuzu Banda 1994 |
| Prezydent Malediwów                                              | - 1968 Ibrahim Nasir 1978 - 1978 Maumun ̓Abdul Gajum 2008                                                                               |
| Król Malezji                                                     | - 1975 Yahya Petra 1979 |
| Premier Malezji                                                  | - 1976 Hussein Onn 1981 |
| Prezydent Mali                                                   | - 1968 Moussa Traoré 1991 |
| Premier Mali                                                     | - 1969 urząd zniesiony 1986 |
| Prezydent Malty                                                  | - 1976 Anton Buttigieg 1981 |
| Premier Malty                                                    | - 1971 Dom Mintoff 1984 |
| Król Maroka                                                      | - 1961 Hassan II 1999 |
| Premier Maroka                                                   | - 1972 Ahmed Osman 1979 |
| Prezydent Mauretanii                                             | - 1960 Muchtar wuld Dadda 1978 - 1978 Al-Mustafa wuld Muhammad as-Salik 1979                                                           |
| Premier Mauretanii                                               | - 1961 urząd zniesiony 1979 |
| Premier Mauritiusa                                               | - 1968 Seewoosagur Ramgoolam 1982 |
| Prezydent Meksyku                                                | - 1976 José López Portillo 1982 |
| Książę Monako                                                    | - 1949 Rainier III 2005 |
| Minister stanu Monako                                            | - 1972 André Saint-Mleux 1981 |
| Przewodniczący Prezydium Wielkiego Churału Ludowego Mongolii     | - 1974 Jumdżaagijn Cedenbal 1984 |
| Premier Mongolii                                                 | - 1974 Dżambyn Batmönch 1984 |
| Prezydent Mozambiku                                              | - 1975 Samora Machel 1986 |
| Sekretarz generalny NATO                                         | - 1971 Joseph Luns (Holandia) 1984 |
| Prezydent Nauru                                                  | - 1976 Bernard Dowiyogo 1978 - 1978 Lagumot Harris 1978 - 1978 Hammer DeRoburt 1986                                                    |
| Król Nepalu                                                      | - 1972 Birendra 2001 |
| Premier Nepalu                                                   | - 1977 Kirti Nidhi Bista 1979 |
| Prezydent Niemiec                                                | - 1974 Walter Scheel 1979 |
| Kanclerz Niemiec                                                 | - 1974 Helmut Schmidt 1982 |
| Prezydent Nigru                                                  | - 1974 Seyni Kountché 1987 |
| Prezydent Nigerii                                                | - 1976 Olusẹgun Ọbasanjọ 1979 |
| Prezydent Nikaragui                                              | - 1974 Anastasio Somoza Debayle 1979                                                                                                   |
| Król Norwegii                                                    | - 1957 Olaf V 1991 |
| Premier Norwegii                                                 | - 1976 Odvar Nordli 1981 |
| Premier Nowej Zelandii                                           | - 1975 Robert Muldoon 1984 |
| Przewodniczący Rady Państwa NRD                                  | - 1976 Erich Honecker 1989 |
| Premier NRD                                                      | - 1976 Willi Stoph 1989 |
| Sułtan Omanu                                                     | - 1970 Kabus ibn Sa’id 2020 |
| Sekretarz generalny ONZ                                          | - 1972 Kurt Waldheim (Austria) 1981 |
| Prezydent Pakistanu                                              | - 1973 Fazal Ilahi Chaudhry 1978 - 1978 Muhammad Zia ul-Haq 1988                                                                       |
| Premier Pakistanu                                                | - 1977 urząd zniesiony 1985 |
| Prezydent Panamy                                                 | - 1969 Demetrio Lakas Bahas 1978 - 1978 Aristides Royo 1982                                                                            |
| Wojskowy przywódca Panamy                                        | - 1968 Omar Torrijos 1981 |
| Papież                                                           | - 1963 Paweł VI 1978 - 1978 Jan Paweł I 1978 - 1978 Jan Paweł II 2005                                                                  |
| Premier Papui-Nowej Gwinei                                       | - 1975 Michael Somare 1980 |
| Prezydent Paragwaju                                              | - 1954 gen. Alfredo Stroessner 1989 |
| Prezydent Peru                                                   | - 1975 Francisco Morales Bermudez Cerruti 1980                                                                                         |
| Premier Peru                                                     | - 1976 Guillermo Arbulú 1978 - 1978 Óscar Molina 1979                                                                                  |
| Prezydent Południowej Afryki                                     | - 1975 Nicolaas Diederichs 1978 - 1978 Marais Viljoen (p.o.) 1978 - 1978 Balthazar Vorster 1979                                        |
| Premier Południowej Afryki                                       | - 1966 Balthazar Vorster 1978 - 1978 Pieter Botha 1984                                                                                 |
| Prezydent Portugalii                                             | - 1976 António Ramalho Eanes 1986 |
| Premier Portugalii                                               | - 1976 Mário Soares 1978 - 1978 Alfredo Nobre da Costa 1978 - 1978 Carlos Mota Pinto 1979                                              |
| Sekretarz generalny Rady Europy                                  | - 1974 Georg Kahn-Ackermann (RFN) 1979                                                                                                 |
| Cesarz Cesarstwa Środkowoafrykańskiego                           | - 1976 Bokassa I 1979 |
| Premier Republiki Środkowoafrykańskiej                           | - 1976 Ange-Félix Patassé 1978 - 1978 Henri Maidou 1979                                                                                |
| Premier Cesarstwa Środkowoafrykańskiego                          | - 1976 Ange-Félix Patassé 1978 - 1978 Henri Maïdou 1979                                                                                |
| Prezydent Republiki Zielonego Przylądka                          | - 1975 Aristides Pereira 1991 |
| Premier Republiki Zielonego Przylądka                            | - 1975 Pedro Pires 1991 |
| Prezydent Rodezji                                                | - 1976 John Wrathall 1978 - 1978 Henry Everard (p.o.) 1978 - 1978 Jack William Pithey (p.o.) 1979                                      |
| Premier Rodezji                                                  | - 1965 Ian Smith 1979 |
| Prezydent Rumunii                                                | - 1967 Nicolae Ceaușescu 1989 |
| Premier Rumunii                                                  | - 1974 Manea Mănescu 1979 |
| Prezydent Rwandy                                                 | - 1973 Juvénal Habyarimana 1994 |
| Prezydent Salwadoru                                              | - 1977 Carlos Humberto Romero 1979 |
| O le Ao o le Malo Samoa                                          | - 1962 Malietoa Tanumafili II 2007 |
| Premier Samoa                                                    | - 1976 Tupua Tamasese Tupuola Tufuga Efi 1982                                                                                          |
| Kapitanowie regenci San Marino                                   | - 1977 Giordano Bruno Reffi Tito Masi 1978 - 1978 Francesco Valli Enrico Andreoli 1978 - 1978 Ermenegildo Gasperoni Adriano Reffi 1979 |
| Sekretarz Stanu do spraw Politycznych i Zagranicznych San Marino | - 1976 Giancarlo Ghironzi 1978 - 1978 Giordano Bruno Reffi 1986                                                                        |
| Prezydent Senegalu                                               | - 1960 Léopold Sédar Senghor 1980 |
| Premier Senegalu                                                 | - 1970 Abdou Diouf 1980 |
| Prezydent Seszeli                                                | - 1977 France-Albert René 2004 |
| Prezydent Sierra Leone                                           | - 1971 Siaka Stevens 1985 |
| Prezydent Singapuru                                              | - 1971 Benjamin Sheares 1981 |
| Premier Singapuru                                                | - 1965 Lee Kuan Yew 1990 |
| Prezydent Somalii                                                | - 1969 Mohammed Siad Barre 1991 |
| Premier Somalii                                                  | - 1970 urząd zniesiony 1987 |
| Prezydent Sri Lanki                                              | - 1972 William Gopallawa 1978 - 1978 Junius Jayewardene 1989                                                                           |
| Premier Sri Lanki                                                | - 1977 Junius Richard Jayewardene 1978 - 1978 Ranasinghe Premadasa 1989                                                                |
| Król Suazi                                                       | - 1968 Sobhuza II 1982 |
| Premier Suazi                                                    | - 1976 Maphevu Dlamini 1979 |
| Prezydent Sudanu                                                 | - 1969 Dżafar Muhammad an-Numajri 1985                                                                                                 |
| Premier Sudanu                                                   | - 1977 Dżafar Muhammad an-Numajri 1985                                                                                                 |
| Prezydent Surinamu                                               | - 1975 Johan Ferrier 1980 |
| Prezydent Syrii                                                  | - 1971 Hafiz al-Asad 2000 |
| Premier Syrii                                                    | - 1976 Abd ar-Rahman Chulajfawi 1978 - 1978 Muhammad Ali al-Halabi 1980                                                                |
| Prezydent Szwajcarii                                             | - 1978 Willi Ritschard 1978 |
| Król Szwecji                                                     | - 1973 Karol XVI Gustaw |
| Premier Szwecji                                                  | - 1976 Thorbjörn Fälldin 1978 - 1978 Ola Ullsten 1979                                                                                  |
| Król Tajlandii                                                   | - 1946 Bhumibol Adulyadej 2016 |
| Premier Tajlandii                                                | - 1977 Kriangsak Chomanan 1980 |
| Prezydent Tajwanu                                                | - 1975 Yen Chia-kan 1978 - 1978 Chiang Ching-kuo 1988                                                                                  |
| Prezydent Tanzanii                                               | - 1964 Julius Nyerere 1985 |
| Premier Tanzanii                                                 | - 1977 Edward Sokoine 1980 |
| Prezydent Togo                                                   | - 1967 Gnassingbé Eyadéma 2005 |
| Premier Togo                                                     | - 1961 urząd zniesiony 1991 |
| Król Tonga                                                       | - 1965 Taufaʻahau Tupou IV 2006 |
| Premier Tonga                                                    | - 1965 Sione Ngū Manumataongo Uelingatoni 1991                                                                                         |
| Prezydent Trynidadu i Tobago                                     | - 1976 Ellis Clarke 1987 |
| Premier Trynidadu i Tobago                                       | - 1962 Eric Williams 1981 |
| Prezydent Tunezji                                                | - 1957 Habib Burgiba 1987 |
| Premier Tunezji                                                  | - 1970 Al-Hadi Nuwajra 1980 |
| Prezydent Turcji                                                 | - 1973 Fahri Korutürk 1980 |
| Premier Turcji                                                   | - 1978 Bülent Ecevit 1979 |
| Prezydent Ugandy                                                 | - 1971 Idi Amin 1979 |
| Premier Ugandy                                                   | - 1966 urząd zniesiony 1980 |
| Prezydent Urugwaju                                               | - 1976 Aparicio Méndez 1981 |
| Prezydent USA                                                    | - 1977 Jimmy Carter 1981 |
| Prezydent Wenezueli                                              | - 1974 Carlos Andrés Pérez 1979 |
| Prezydent Węgier                                                 | - 1967 Pál Losonczi 1987 |
| Premier Węgier                                                   | - 1975 György Lázár 1987 |
| Monarcha Wielkiej Brytanii                                       | - 1952 Elżbieta II 2022 |
| Premier Wielkiej Brytanii                                        | - 1976 James Callaghan 1979 |
| Prezydent Wietnamu                                               | - 1976 Tôn Đức Thắng 1980 |
| Premier Wietnamu                                                 | - 1976 Phạm Văn Đồng 1987 |
| Prezydent Włoch                                                  | - 1971 Giovanni Leone 1978 - 1978 Sandro Pertini 1985                                                                                  |
| Premier Włoch                                                    | - 1976 Giulio Andreotti 1979 |
| Prezydent WKS                                                    | - 1960 Félix Houphouët-Boigny 1993 |
| Premier WKS                                                      | - 1960 urząd zniesiony 1990 |
| Prezydent Wysp Świętego Tomasza i Książęcej                      | - 1975 Manuel Pinto da Costa 1991 |
| Prezydent Zambii                                                 | - 1964 Kenneth Kaunda 1991 |
| Prezydent Zairu                                                  | - 1971 Mobutu Sese Seko 1997 |
| Prezydent ZEA                                                    | - 1971 Zajid ibn Sultan Al Nahajjan 2004                                                                                               |
| Premier ZEA                                                      | - 1971 Maktum ibn Raszid al-Maktum 1979                                                                                                |
| Przywódca ZSRR                                                   | - 1964 Leonid Breżniew 1982 |
| Premier ZSRR                                                     | - 1964 Aleksiej Kosygin 1980 |

Rok 1978 / MCMLXXVIII
stulecia: XIX wiek ~
XX wiek ~
XXI wiek

dziesięciolecia:
1940–1949 •
1950–1959 •
1960–1969 •
1970–1979
• 1980–1989
• 1990–1999
• 2000–2009

lata: 1968 «
1973 «
1974 «
1975 «
1976 «
1977 «
1978
» 1979
» 1980
» 1981
» 1982
» 1983
» 1988

## Wydarzenia w Polsce
- 2 stycznia:
  - Program I Polskiego Radia rozpoczął nadawanie audycji Cztery Pory Roku.
  - uruchomiono produkcję w Browarze Leżajsk.
- 6 stycznia – kazanie prymasa Polski kardynała Stefana Wyszyńskiego, w którym zostały sformułowane główne postulaty Kościoła wobec państwa.
- 9 stycznia – II Krajowa Konferencja PZPR.
- 11 stycznia – powstało Towarzystwo Kursów Naukowych. Deklarację programową podpisało 58 osób, w tym 17 profesorów i 8 docentów.
- 22 stycznia:
  - katastrofa autobusu w Osiecznicy; 15 osób zginęło, a 14 zostało rannych w zderzeniu autobusu rejsowego PKS z radziecką ciężarówką wojskową.
  - w Warszawie grupa intelektualistów związanych z opozycją polityczną założyła Towarzystwo Kursów Naukowych, zajmujące się organizowaniem niezależnych wykładów i dyskusji[1].
- 1 lutego – likwidacja Zespołu Filmowego Pryzmat.
- 5 lutego:
  - odbyły się wybory do rad narodowych.
  - w katastrofie kolejowej pod Ełkiem zginęło 5 osób, a 15 zostało rannych.
- 6 lutego – komunikat GUS-u o 1977 roku. Średnia płaca wyniosła 4384 zł.
- 12 lutego – milicja brutalnie rozpędziła, prowadzony w ramach Towarzystwa Kursów Naukowych wykład Adama Michnika w Krakowie.
- 13 lutego – odbyła się premiera filmu Akcja pod Arsenałem.
- 16 lutego – premiera serialu Znak orła.
- 23 lutego – w Katowicach powstał Komitet Założycielski Wolnych Związków Zawodowych Górnego Śląska.
- 26 lutego:
  - odbył się pierwszy narciarski Bieg Gwarków.
  - Telewizja Polska wyemitowała pierwszy odcinek serialu Noce i dnie.
- 3 marca – premiera filmu Taksówkarz.
- 14 marca – premiera filmu Pasja w reżyserii Stanisława Różewicza.
- 19 marca – podwyżka cen benzyny o 20%, średnio o 2 zł na litrze.
- 20 marca – kapitan Krystyna Chojnowska-Liskiewicz jako pierwsza w historii kobieta opłynęła samotnie kulę ziemską na s/y Mazurek.
- 7 kwietnia – XX Zjazd ZLP w Katowicach. Jarosław Iwaszkiewicz wybrany ponownie prezesem związku.
- 15 kwietnia – złożono prochy Kazimierza Wierzyńskiego w Alei Zasłużonych na Warszawskim Cmentarzu Powązkowskim.
- 27 kwietnia – Edward Barszcz został prezydentem Krakowa.
- 29 kwietnia – powstał w Gdańsku Komitet Założycielski Wolnych Związków Zawodowych Wybrzeża. Organizatorami byli: Bogdan Borusewicz, Bogdan Lis, Alina Pieńkowska i Lech Wałęsa.
- 3 maja – została uruchomiona seryjna produkcja samochodu FSO Polonez.
- 10 maja – rzekome lądowanie UFO w Emilcinie.
- 10 czerwca – Grażyna Rabsztyn ustanowiła rekord Polski w biegu na 100 m ppł. wynikiem 12,48 s.
- 11 czerwca – otwarto jubileuszowe 50. Międzynarodowe Targi Poznańskie.
- 24 czerwca – we Wrocławiu urodziła się 35-milionowa obywatelka Polski.
- 27 czerwca – odbył się start rakiety Sojuz 30 z Mirosławem Hermaszewskim na pokładzie.
- 15 lipca – w Warszawie rozdano nagrody państwowe m.in. dla profesora Jana Białostockiego, profesora Stefana Kieniewicza, Gustawa Holoubka, Tadeusza Łomnickiego, Witolda Lutosławskiego.
- 19 lipca – dokonano oficjalnego otwarcia Ogrodu Fauny Polskiej w Bydgoszczy.
- 24 lipca – premiera filmu Wodzirej.
- 31 lipca – inauguracyjne posiedzenie Komitetu ds. Zagospodarowania Wisły z udziałem premiera Piotra Jaroszewicza.
- 1 sierpnia – w katastrofie kolejowej pod Brodami Warszawskimi zginęło 6 osób, a 98 zostało rannych.
- 15 sierpnia – powołano Związek Narodowy Katolików.
- 21 sierpnia:
  - premiera filmu Nauka latania.
  - Ryszard Podlas ustanowił rekord Polski w biegu na 400 m wynikiem 45,36 s.
- 30 sierpnia – para z NRD sterroryzowała i zmusiła przy pomocy pistoletu-zabawki załogę samolotu PLL LOT Tu-134, lecącego z Gdańska do Berlina Wschodniego, do wylądowania na zachodnioberlińskim lotnisku Tempelhof.
- 31 sierpnia – Rada Ministrów podjęła uchwałę w sprawie podwyższenia cen skupu mleka z dniem 1 września średnio o 0,5 zł za litr.
- 4 września – w Gdańsku Grand Prix podzielono dla „Pasji” Stanisława Różewicza i „Bez znieczulenia” Andrzeja Wajdy i „...Gdziekolwiek jesteś panie prezydencie...” Andrzeja Trzosa-Rastawieckiego na Festiwalu Filmów Fabularnych.
- 9 września – Kopalnia Soli „Wieliczka” została wpisana na listę światowego dziedzictwa UNESCO.
- 12 września – premiera filmu ...Gdziekolwiek jesteś panie prezydencie...
- 13 września – drużyna piłkarska KKS Lech Poznań rozegrała swój pierwszy mecz w europejskich pucharach z MSV Duisburg na wyjeździe przegrywając 5:0.
- 15 września – otwarto Muzeum Karykatury w Warszawie.
- 16 września – odsłonięto pomnik Ignacego Jana Paderewskiego w Warszawie.
- 17 września:
  - Telewizja Polska wyemitowała premierowy odcinek serialu Lalka.
  - w Warszawie, sprinter Leszek Dunecki ustanowił rekord Polski w biegu na 200 m wynikiem 20,62 s.
- 21 września – premiera filmu Spirala.
- 23 września – dwudniowa wizyta prezydenta Francji Valéry’ego Giscarda d’Estainga w Polsce.
- 28 września – kardynał Karol Wojtyła otworzył obecne Muzeum Katedralne im. Jana Pawła II na Wawelu.
- 1 października – Międzynarodowe Spotkania Teatru i Sztuki Otwartej we Wrocławiu.
- 3 października – Utworzono Wydział Radia i Telewizji Uniwersytetu Śląskiego w Katowicach (od 2019 jako Szkoła Filmowa im. Krzysztofa Kieślowskiego Uniwersytetu Śląskiego).
- 6 października – odsłonięto Pomnik Żołnierza Polskiego w Katowicach.
- 13 października – przy ul. Głogowskiej w Poznaniu otwarto pierwszy sklep nocny, czynny od 21.00 do 06.00.
- 15 października – Marek Kotański założył w Głoskowie pierwsze centrum Monaru.
- 16 października:
  - arcybiskup metropolita krakowski, kardynał Karol Wojtyła został obrany papieżem.
  - premiera komedii muzycznej Halo Szpicbródka, czyli ostatni występ króla kasiarzy.
  - Wanda Rutkiewicz zdobyła Mount Everest (jako trzecia kobieta w historii oraz pierwszy Polak).
- 26 października – Sejm PRL podjął uchwałę w sprawie wydania dzieł Jana Kochanowskiego.
- 11 listopada – oficjalne obchody 60. rocznicy odzyskania niepodległości przez Polskę w Sejmie PRL i nielegalna manifestacja przy Grobie Nieznanego Żołnierza w Warszawie, a także w Gdańsku, pod pomnikiem Jana III Sobieskiego, z udziałem Ruchu Młodej Polski.
- 14 listopada – pierwsze zebranie konwersatorium „Doświadczenie i Przyszłość”.
- 15 listopada – katastrofa drogowa autobusów koło Żywca, w której zginęło 30 osób.
- 18 listopada – Andrzej Wajda wybrany podczas dwudniowego zjazdu prezesem Stowarzyszenia Filmowców Polskich.
- 24 listopada – prochy Tadeusza Dołęgi-Mostowicza sprowadzono z Ukrainy i pochowano w katakumbach na Powązkach.
- 25 listopada – zainaugurowała działalność Filharmonia Sudecka w Wałbrzychu.
- 27 listopada – premiera filmu Bez znieczulenia.
- 7–13 grudnia – odbył się Narodowy Spis Powszechny.
- 8 grudnia – odbyła się premiera polskiej komedii filmowej Co mi zrobisz, jak mnie złapiesz.
- 18 grudnia – na Wawelu odbyło się inauguracyjne posiedzenie Komitetu Odnowy Zabytków Krakowa.
- 28 grudnia – ukazało się pierwsze wydanie tygodnika Słowo Podlasia.
- 30 grudnia – ks. Franciszek Macharski został nominowany na arcybiskupa, metropolitę krakowskiego.
- 31 grudnia:
  - rozpoczęła się zima stulecia, wyróżniająca się nie tylko silnym mrozem, ale także wyjątkowo obfitymi opadami śniegu.
  - w Kozienicach oddano do użytku pierwszy w kraju blok energetyczny o mocy 500 MW.

## Wydarzenia na świecie
- 1 stycznia:
  - Dania objęła prezydencję w Radzie Unii Europejskiej
  - pasażerski Boeing 747 należący do Air India (lot nr 855) spadł do oceanu w pobliżu Bombaju, śmierć poniosło 213 pasażerów i członków załogi.
- 4 stycznia:
  - spotkanie prezydenta USA Jimmy’ego Cartera z prezydentem Egiptu Anwarem as-Sadatem, służące przygotowaniom do podpisania traktau pokojowego pomiędzy Egiptem a Izraelem.
  - w sfałszowanym zdaniem opozycji referendum w Chile 78% głosujących miało się opowiedzieć za kontynuacją władzy i przeprowadzanych reform przez Augusto Pinocheta.
- 5 stycznia – Bülent Ecevit został po raz trzeci premierem Turcji.
- 6 stycznia – Stany Zjednoczone zwróciły Węgrom Koronę Świętego Stefana, wywiezioną w czasie II wojny światowej.
- 8 stycznia – w irańskim mieście Kom policja zastrzeliła kilkuset demonstrantów.
- 10 stycznia – rozpoczęła się załogowa misja Sojuz 27 na stację orbitalną Salut 6.
- 14 stycznia – w San Francisco odbył się ostatni przed 18-letnim zawieszeniem działalności koncert grupy Sex Pistols.
- 15 stycznia – seryjny morderca Ted Bundy wtargnął w nocy do akademika w Tallahassee (Floryda) i zamordował dwie studentki oraz ciężko zranił dwie kolejne. Tej samej nocy włamał się do domu o 8 przecznic od akademika, gdzie brutalnie zgwałcił i okaleczył kolejną studentkę.
- 19 stycznia – w niemieckim Emden zakończono produkcję VW Garbusa w Europie.
- 20 stycznia – wystrzelono radziecki bezzałogowy statek kosmiczny Progress 1.
- 21 stycznia:
  - 66-letni ukraiński były więzień polityczny Oleksa Hirnyk dokonał samospalenia, w proteście przeciwko rusyfikacji Ukraińców, systemowi komunistycznemu i przynależności Ukrainy do ZSRR.
  - Leander w Teksasie uzyskał prawa miejskie.
- 24 stycznia – radziecki satelita wojskowy Kosmos 954 z reaktorem jądrowym na pokładzie spadł na rzadko zaludniony obszar w Kanadzie.
- 29 stycznia – Szwecja jako pierwszy kraj na świecie wprowadziła zakaz sprzedaży sprayów zawierających freon uszkadzający powłokę ozonową.
- 30 stycznia – rozstrzelano trzech ormiańskich terrorystów, którzy 8 stycznia 1977 roku dokonali w Moskwie zamachów bombowych na metro i 2 sklepy, w wyniku czego zginęło 7 osób, a 37 zostało rannych.
- 1 lutego – Roman Polański zbiegł z USA w obawie przed procesem o gwałt na nieletniej.
- 4 lutego – Junius Richard Jayewardene został prezydentem Sri Lanki.
- 6 lutego – Ranasinghe Premadasa został premierem Sri Lanki.
- 9 lutego – Kanada wydaliła 13 radzieckich dyplomatów pod zarzutem szpiegostwa.
- 11 lutego:
  - Chińska Republika Ludowa zniosła zakaz czytania dzieł Arystotelesa, Szekspira i Dickensa.
  - pasażerski Boeing 737-200 należący do Pacific Western Airlines (lot nr 314) rozbił się w Cranbrook (Kolumbia Brytyjska), śmierć poniosły 44 osoby spośród 50 znajdujących się na pokładzie samolotu.
- 14 lutego – palestyńscy terroryści zdetonowali bombę podłożoną w autobusie w Jerozolimie; zginęło 2 Izraelczyków, a 35 osób zostało rannych.
- 15 lutego – w mieście Pensacola na Florydzie został aresztowany seryjny morderca Ted Bundy.
- 17 lutego – 12 osób zginęło, a 30 zostało rannych w hotelowej restauracji pod Belfastem, w zamachu bombowym dokonanym przez IRA.
- 19 lutego – na lotnisku w Larnace nieuzgodniona z cypryjskimi władzami interwencja egipskich sił specjalnych, próbujących odbić 11 zakładników przetrzymywanych przez palestyńskich terrorystów, spotkała się z oporem cypryjskich żołnierzy. Spośród 74 egipskich komandosów zginęło 15. Terroryści uwolnili zakładników i zostali ujęci.
- 20 lutego – Leonid Breżniew został odznaczony Orderem Zwycięstwa.
- 22 lutego – Józef Łuszczek został pierwszym polskim narciarskim mistrzem świata, wygrywając bieg na 15 km podczas zawodów w fińskim Lahti.
- 25 lutego – przyjęto hymn Kuwejtu.
- 2 marca – został wystrzelony radziecki statek kosmiczny Sojuz 28 z pierwszym czechosłowackim i zarazem pierwszym spoza USA i ZSRR kosmonautą Vladimírem Remkiem na pokładzie.
- 4 marca – w brazylijskim mieście Belém otwarto Estádio Olímpico do Pará.
- 5 marca – została uchwalona konstytucja ChRL.
- 10 marca:
  - zakończyła się misja kosmiczna Sojuz 28.
  - dokonano oblotu francuskiego myśliwca Mirage 2000.
- 11 marca – palestyńscy terroryści wysadzili na przedmieściach Tel Awiwu uprowadzony wcześniej autobus. Zginęły 43 osoby (w tym 9 terrorystów), a 72 zostały ranne.
- 12 marca – założenie organizacji Rock in Opposition.
- 14 marca – izraelska armia zajęła południowy Liban (operacja „Litani”).
- 16 marca:
  - w centrum Rzymu terroryści z organizacji Czerwone Brygady porwali byłego premiera Włoch Aldo Moro.
  - 73 osoby (w tym 39 Polaków) zginęły 130 km na północny wschód od Sofii w katastrofie lecącego do Warszawy bułgarskiego samolotu Tu-134.
  - u wybrzeży francuskiej Bretanii zatonął hiszpański tankowiec MT „Amoco Cadiz” z 223 tys. ton ropy naftowej.
  - w polskiej stacji badawczej na Wyspie Króla Jerzego uruchomiono latarnię morską Arctowski.
- 17 marca – prezydent Boliwii Hugo Banzer zerwał stosunki dyplomatyczne z Chile.
- 18 marca – sąd w Lahore skazał na karę śmierci byłego prezydenta i premiera Pakistanu Zulfikara Ali Bhutto.
- 20 marca – Krystyna Chojnowska-Liskiewicz jako pierwsza kobieta opłynęła samotnie jachtem Ziemię.
- 23 marca – do południowego Libanu przybyły pierwsze oddziały ONZ-owskiej misji pokojowej UNIFIL.
- 27 marca – Mohammed Ali al-Habibi został premierem Syrii.
- 1 kwietnia – premiera francuskiego serialu animowanego Był sobie człowiek.
- 2 kwietnia – stacja CBS rozpoczęła emisję serialu Dallas.
- 3 kwietnia:
  - norweski podróżnik Thor Heyerdahl spalił w Dżibuti swoją łódź trzcinową „Tygrys”, protestując w ten sposób przeciwko konfliktom zbrojnym na Bliskim Wschodzie i w rejonie Morza Czerwonego, które utrudniały mu dokończenie kolejnej ekspedycji.
  - odbyła się 50. ceremonia wręczenia Oscarów.
- 8 kwietnia – w Berkeley, Kenijczyk Henry Rono ustanowił rekord świata w biegu na 5000 m wynikiem 13.08,4 s.
- 20 kwietnia – południowokoreański Boeing 707 lecący z Paryża do Anchorage na Alasce, który omyłkowo wleciał w radziecką przestrzeń powietrzną, został ostrzelany przez myśliwiec i zmuszony do awaryjnego lądowania. Zginęło 2 z 97 pasażerów.
- 22 kwietnia – w Paryżu odbył się 23. Konkurs Piosenki Eurowizji.
- 26 kwietnia:
  - Hans Brunhart został premierem Liechtensteinu.
  - palestyński terrorysta wrzucił granat ręczny do autobusu z niemieckimi turystami wracającymi do Jerozolimy z wycieczki po Galilei. Zginęły 2 osoby, a 6 zostało rannych.
- 28 kwietnia – Afganistan: w wyniku komunistycznego przewrotu wojskowego został obalony i zamordowany prezydent Mohammad Daud Chan.
- 1 maja:
  - został napisany i wysłany pierwszy spam w Internecie.
  - Japończyk Naomi Uemura jako pierwszy zdobył samotnie biegun północny.
- 8 maja – austriacki alpinista Reinhold Messner wraz z Peterem Habelerem zdobyli bez aparatów tlenowych Mount Everest.
- 9 maja – w Rzymie znaleziono zwłoki włoskiego premiera Aldo Moro, uprowadzonego i zamordowanego przez Czerwone Brygady.
- 12 maja – separatyści z prowincji Katanga w ówczesnym Zairze (obecnie Demokratyczna Republika Kongo) zajęli miasto Kolwezi.
- 13 maja – w Seattle, Kenijczyk Henry Rono ustanowił rekord świata w biegu na 3000 m przeszk. wynikiem 8.05,4 s.
- 14 maja – w Mendozie otwarto Stadion Malvinas Argentinas.
- 20 maja – został wystrzelony Pioneer Venus 1, sztuczny satelita Wenus.
- 23 maja:
  - Icchak Nawon został prezydentem Izraela.
  - w strzelaninie na ówczesnym czechosłowacko-zachodnioniemieckim przejściu granicznym we wsi Pomezí nad Ohří zginęli kierowca uprowadzonego w celu sforsowania granicy autobusu szkolnego i jeden z trzech porywaczy.
- 26 maja – w Atlantic City otwarto pierwsze legalne kasyno na wschodzie USA.
- 28 maja – w Erfurcie, Niemka Marita Koch ustanowiła rekord świata w biegu na 200 m wynikiem 22,06 s.
- 1 czerwca – w Argentynie rozpoczęły się XI Mistrzostwa Świata w Piłce Nożnej. W inauguracyjnym meczu Polska zremisowała bezbramkowo z RFN.
- 6 czerwca – Polska pokonała w Rosario Tunezję 1:0 w swym drugim meczu grupowym na piłkarskich Mistrzostwach Świata w Argentynie.
- 10 czerwca – Polska pokonała Meksyk 3:1 w swym trzecim meczu grupowym na piłkarskich Mistrzostwach Świata w Argentynie i awansowała do II rundy.
- 11 czerwca – Mundial w Argentynie: Alojzy Jarguz jako pierwszy polski sędzia główny poprowadził mecz w finałach mistrzostw świata (Peru-Iran 4:1).
- 12 czerwca – amerykański seryjny morderca David Berkowitz został skazany na sześciokrotne dożywotnie pozbawienie wolności.
- 14 czerwca – Polska przegrała z gospodarzami 0:2 w rozegranym na Estadio Gigante de Arroyito w Rosario pierwszym meczu II rundy grupowej piłkarskich Mistrzostw Świata w Argentynie.
- 15 czerwca – został wystrzelony Sojuz 29 z czwartą udaną misją załogową na stację orbitalną Salut 6.
- 18 czerwca – na piłkarskich Mistrzostwach Świata w Argentynie Polska pokonała na Estadio Ciudad de Mendoza w Mendozie Peru 1:0.
- 19 czerwca – ukazał się pierwszy komiksowy odcinek (comic strip) przygód kota Garfielda Jima Davisa.
- 21 czerwca – podczas XI Mistrzostw Świata w Piłce Nożnej w Argentynie Polska przegrała w Mendozie z Brazylią 1:3 i odpadła z turnieju.
- 22 czerwca – amerykański astronom James Walter Christy odkrył Charona satelitę Plutona.
- 25 czerwca:
  - w finale rozgrywanych w Argentynie piłkarskich mistrzostw świata reprezentacja gospodarzy pokonała po dogrywce Holandię 3:1.
  - podczas parady w San Francisco po raz pierwszy została użyta tęczowa flaga jako symbol ruchu LGBT.
- 27 czerwca – rozpoczęła się misja kosmiczna statku Sojuz 30 z pierwszym polskim kosmonautą Mirosławem Hermaszewskim na pokładzie.
- 28 czerwca – statek Sojuz 30 z Mirosławem Hermaszewskim i Piotrem Klimukiem na pokładzie przycumował do stacji orbitalnej Salut 6.
- 29 czerwca – Wietnam został członkiem RWPG.
- 1 lipca – Niemcy objęły prezydencję w Radzie Unii Europejskiej.
- 5 lipca:
  - zakończył się lot statku kosmicznego Sojuz 30 z gen. Mirosławem Hermaszewskim na pokładzie.
  - zakończenie czteroletniej wojny szympansów Gombe.
- 7 lipca – Wyspy Salomona uzyskały niepodległość (od Wielkiej Brytanii).
- 9 lipca – Sandro Pertini został prezydentem Włoch.
- 10 lipca – prezydent Mauretanii Muchtar wuld Dadda został obalony w wyniku wojskowego zamachu stanu.
- 11 lipca – na kempingu w hiszpańskim mieście Alcanar doszło do wybuchu propanu-butanu wyciekającego z uszkodzonej ciężarówki-cysterny; zginęło 217 osób, a ponad 200 zostało rannych.
- 13 lipca – podczas sprawdzania wadliwie działającej części największego radzieckiego akceleratora cząstek w Instytucie Fizyki Wysokich Energii w Protwinie, przez głowę pracownika naukowego Anatolija Bugorskiego przeszła wiązka protonów, która spowodowała pochłonięcie dawki promieniowania szacowanej na 2000 Gy w miejscu wlotu wiązki i 3000 Gy u jej wylotu z głowy. Mimo odniesienia poważnych obrażeń i złych rokowań lekarzy Bugorski przeżył wypadek i kontynuował karierę naukową.
- 14 lipca – Natan Szaranski (Anatolij Szczaranskij) został skazany za zdradę ZSRR.
- 16 lipca – została założona Partia Socjalistów Katalonii.
- 25 lipca – urodziła się Louise Brown, pierwsze dziecko z zapłodnienia pozaustrojowego (in vitro).
- 30 lipca – na Okinawie zniesiono ruch prawostronny, wprowadzony 1 kwietnia 1945 roku przez amerykańskie władze okupacyjne.
- 8 sierpnia – została wystrzelona amerykańska sonda Pioneer Venus 2.
- 12 sierpnia:
  - Chiny i Japonia podpisały w Pekinie traktat o pokoju i przyjaźni.
  - wystrzelono sondę International Cometary Explorer.
- 13 sierpnia – 175 osób zginęło w eksplozji bomby w budynku Frontu Wyzwolenia Palestyny w Bejrucie.
- 18 sierpnia – sformowano Straż Wybrzeża Indii.
- 20 sierpnia – w Londynie dwaj palestyńscy terroryści zaatakowali granatami i bronią maszynową autobus z pasażerami izraelskich linii lotniczych El Al, podjeżdżający pod hotel w Londynie. Zginęła stewardesa i jeden z terrorystów zastrzelony przez ochroniarza, a 9 osób zostało rannych.
- 25 sierpnia – w kaplicy Sykstyńskiej w Watykanie zebrało się konklawe po śmierci Pawła VI.
- 26 sierpnia:
  - Albino Luciani został wybrany papieżem i przyjął imię Jana Pawła I.
  - rozpoczęła się załogowa misja Sojuz 31 na stację orbitalną Salut-6, z pierwszym niemieckim kosmonautą Sigmundem Jähnem.
- 5 września:
  - w rezydencji amerykańskich prezydentów Camp David rozpoczęły się izraelsko-egipskie rozmowy pokojowe między premierem Menachemem Beginem i prezydentem Anwarem Sadatem. W rozmowach brał też udział amerykański prezydent Jimmy Carter.
  - papież Jan Paweł I udzielił audiencji metropolicie Leningradu i Nowogrodu Nikodemowi. W trakcie tego pierwszego od 500 lat oficjalnego spotkania wysokiego przedstawiciela rosyjskiej Cerkwi prawosławnej ze zwierzchnikiem kościoła katolickiego Nikodem nagle zasłabł i umarł na rękach papieża.
- 6 września – Park Narodowy Mesa Verde w Kolorado został wpisany na listę światowego dziedzictwa UNESCO.
- 7 września – śmiertelny w skutkach zamach na bułgarskiego pisarza i dysydenta antykomunistycznego, Georgi Markowa, przeprowadzony przez KGB w Londynie.
- 8 września:
  - wojska rządowe dokonały masakry kilkuset demonstrantów w Teheranie (tzw. „Czarny Piątek”); początek rewolucji islamskiej.
  - została odkryta kometa 84P/Giclas.
- 14 września – wystrzelono radziecką sondę Wenus Wenera 12.
- 16 września:
  - Muhammad Zia ul-Haq został prezydentem Pakistanu.
  - wskutek trzęsienia ziemi w irańskim mieście Tabas zginęło 25 tys. osób.
- 18 września – w Camp David w obecności prezydenta Jimmy’ego Cartera premier Menachem Begin i prezydent Anwar as-Sadat podpisali porozumienie pokojowe pomiędzy Izraelem a Egiptem.
- 19 września – Wyspy Salomona zostały członkiem ONZ.
- 20 września – Niemcy: wizyta delegacji Episkopatu Polski z kardynałami Stefanem Wyszyńskim i Karolem Wojtyłą.
- 25 września – samolot amerykańskich linii lotniczych Pacific Southwest Airlines Boeing 727 zderzył się w powietrzu z Cessną 172, a następnie spadł w pobliżu San Diego w Kalifornii. Zginęły 144 osoby.
- 28 września:
  - po 33 dniach pontyfikatu zmarł papież Jan Paweł I.
  - w zasadzce KGB nad rzeką Võhandu poległ August Sabbe – ostatni estoński antykomunistyczny partyzant w ówczesnym ZSRR.
- 1 października – Tuvalu ogłosiło niepodległość od Wielkiej Brytanii.
- 3 października – odbyła się uroczystość pogrzebowa Jana Pawła I.
- 13 października – uchwalono konstytucję Suazi.
- 14 października – w Watykanie rozpoczęło się konklawe, które 2 dni później wybrało na papieża metropolitę krakowskiego Karola Wojtyłę.
- 16 października:
  - polski kardynał Karol Wojtyła został obrany papieżem i przyjął imię Jan Paweł II.
  - polska alpinistka Wanda Rutkiewicz jako trzecia kobieta na świecie oraz pierwsza Europejka i pierwsza osoba z Polski weszła z międzynarodową wyprawą alpinistyczną na Mount Everest.
  - w Paryżu agenci tajnej jugosłowiańskiej policji zamordowali chorwackiego pisarza i dziennikarza Bruno Bušicia.
- 21 października – pilotujący awionetkę 20-letni Australijczyk Frederick Valentich zaginął w niewyjaśnionych okolicznościach nad Cieśniną Bassa. Wcześniej informował wieżę kontroli lotów w Melbourne o ściganiu go przez UFO.
- 22 października – w Watykanie odbyła się oficjalna inauguracja pontyfikatu papieża Jana Pawła II.
- 25 października – premiera filmu Halloween.
- 30 października:
  - rozpoczęła się wojna ugandyjsko-tanzańska.
  - premiera filmu Śmierć na Nilu.
- 31 października – hiszpański parlament uchwalił konstytucję.
- 3 listopada – Dominika uzyskała niepodległość (od Wielkiej Brytanii).
- 15 listopada – Sri Lanka: 183 osoby zginęły w katastrofie islandzkiego samolotu DC-8.
- 18 listopada – Jim Jones i członkowie sekty Świątynia Ludu popełnili w Gujanie (Jonestown) zbiorowe samobójstwo. Zginęło 911 osób w tym 287 dzieci.
- 22 listopada – Carlos Mota Pinto został premierem Portugalii.
- 27 listopada – założono Partię Pracujących Kurdystanu (PKK).
- 4 grudnia – amerykańska sonda Pioneer Venus 1 weszła na orbitę Wenus.
- 6 grudnia – Hiszpanie przyjęli w referendum nową konstytucję.
- 8 grudnia – premiera filmu Łowca jeleni.
- 9 grudnia – próbniki amerykańskiej sondy Pioneer Venus 2 wylądowały na Wenus.
- 12 grudnia – terroryści z Demokratycznego Frontu Wyzwolenia Palestyny dokonali zamachu bombowego na sklep w Kirjat Arba pod Hebronem, zabijając pięciu Izraelczyków.
- 16 grudnia:
  - Chiny i USA poinformowały o nawiązaniu stosunków dyplomatycznych z dniem 1 stycznia 1979 roku.
  - 106 osób zginęło w zderzeniu pociągów w Lujiang (Chiny).
- 18 grudnia:
  - Dominika została członkiem ONZ.
  - powstała serbska Specjalna Jednostka Antyterrorystyczna (SAJ).
- 21 grudnia:
  - radziecka sonda Wenera 12 wylądowała na Wenus.
  - ustanowiono flagę Grecji.
- 22 grudnia – ukraiński seryjny morderca Andriej Czikatiło zabił swoją pierwszą ofiarę.
- 23 grudnia – 108 osób zginęło u wybrzeży Sycylii w katastrofie należącego do linii Alitalia samolotu DC-9.
- 25 grudnia:
  - lądownik radzieckiej sondy kosmicznej Wenera 11 osiągnął powierzchnię Wenus.
  - wietnamska armia wkroczyła do Kambodży, wspierając powstanie przeciwko Czerwonym Khmerom.
- 26 grudnia – wystartował pierwszy Rajd Paryż-Dakar.
- 27 grudnia:
  - król Juan Carlos podpisał pierwszą demokratyczną Konstytucję Hiszpanii.
  - Rabah Bitat został prezydentem Algierii.
- 31 grudnia – w Ust-Szczugor (ZSRR) odnotowano temperaturę –58,1 °C (najniższa temperatura w Europie).
- Komunistyczny zamach stanu na Grenadzie; jednym ze skutków był nagły zwrot w polityce zagranicznej (współpraca z ZSRR i krajami bloku wschodniego).
- Rada Generalna powołała pierwszy rząd Andory z premierem na czele (skład: 4÷6 radców).
- Tygrysy znalazły się na liście gatunków zagrożonych.

## Urodzili się
- 1 stycznia:
  - Abdelillah Bagui, marokański piłkarz, bramkarz
  - Miłosz Bembinow, polski kompozytor, dyrygent
  - Yohann Diniz, francuski lekkoatleta, chodziarz
  - Anca Heltne, rumuńska lekkoatletka, kulomiotka
  - Philip Mulryne, północnoirlandzki piłkarz, dominikanin
  - Xavier Samin, tahitański piłkarz, bramkarz
  - Tanisha, indyjska aktorka
- 2 stycznia:
  - Jurij Babienko, rosyjski hokeista
  - Aimo Diana, włoski piłkarz
  - Jarosław Jaros, polski artysta kabaretowy
  - Froylán Ledezma, kostarykański piłkarz
  - Zbigniew Marculewicz, polski koszykarz (zm. 2024)
  - Dawit Mudżiri, gruziński piłkarz
  - Karina Smirnoff, amerykańska tancerka pochodzenia rosyjsko-greckiego
  - Kjartan Sveinsson, islandzki muzyk, członek zespołu Sigur Rós
- 3 stycznia:
  - Dimitra Kalendzu, grecka koszykarka
  - Liya Kebede, etiopska modelka, aktorka, projektantka mody
  - Monika Pełka-Fedak, polska piłkarka ręczna
  - Agnieszka Rysiukiewicz, polska lekkoatletka, sprinterka
- 4 stycznia – Fred House, amerykański koszykarz
- 5 stycznia:
  - Bugz, amerykański raper (zm. 1999)
  - January Jones, amerykańska aktorka
  - Seanan McGuire, amerykańska pisarka
  - Franck Montagny, francuski kierowca wyścigowy
  - America Olivo, amerykańska aktorka, wokalistka
  - Katrin Olsen, duńska wioślarka
  - Emilia Rydberg, szwedzka piosenkarka pochodzenia etiopskiego
  - Mietall Waluś, polski gitarzysta, wokalista, członek zespołów: Negatyw, Lenny Valentino, Penny Lane i Warsaw Bombs
  - Paweł Wawrzyński, polski informatyk
  - Anke Wischnewski, niemiecka saneczkarka
  - Izabela Wójtowicz, polska lekkoatletka, wieloboistka
- 6 stycznia:
  - Ignas Dedura, litewski piłkarz
  - Renaud Dion, francuski kolarz szosowy
  - Sonia Gioria, włoska siatkarka
  - Reina Miyauchi, japońska wokalistka, członkini zespołów: Super Monkey’s i MAX
  - Rubén Ramírez Hidalgo, hiszpański tenisista
  - Anzel Solomons, południowoafrykańska szachistka
  - Davey Watt, australijski żużlowiec
- 7 stycznia:
  - Janine Jansen, holenderska skrzypaczka
  - Jean Charles de Menezes, brazylijski elektryk (zm. 2005)
  - Emilio Palma, Argentyńczyk, pierwszy człowiek urodzony na Antarktydzie
  - Oumar Tchomogo, beniński piłkarz
  - Dante Thomas, amerykański piosenkarz
  - Bülent Ulusoy, turecki bokser
  - Bartosz Źrebiec(inne języki), polski gitarzysta, wokalista, kompozytor, członek zespołów: Armia Cieni, Vallachia i Grimlord, grafik, reżyser
- 8 stycznia:
  - Borys Awruch, izraelski szachista pochodzenia kazachskiego
  - Leonardo Bertagnolli, włoski kolarz szosowy
  - Ołeksandr Biłanenko, ukraiński biathlonista
  - Alberto Blanco, panamski piłkarz
  - Just Blaze, amerykański producent muzyczny
  - Marco Fu, chiński snookerzysta
  - Tara LaRosa, amerykańska zawodniczka sztuk walki pochodzenia włoskiego
  - Sebastian Stankiewicz, polski aktor, artysta kabaretowy
- 9 stycznia:
  - Hamlet Barrientos, wenezuelski piłkarz, bramkarz
  - Gennaro Gattuso włoski piłkarz, trener
  - AJ McLean, amerykański wokalista, członek zespołu Backstreet Boys
  - Simone Niggli-Luder, szwajcarska biegaczka na orientację
  - Balázs Rabóczki, węgierski piłkarz, bramkarz
  - Maggie Rizer, amerykańska modelka
  - Igor Zorčič, słoweński polityk, prawnik, przewodniczący Zgromadzenia Państwowego
- 10 stycznia:
  - Tanel Tein, estoński koszykarz
  - Daniele Bracciali, włoski tenisista
  - Antonio Cupo, kanadyjski aktor, piosenkarz pochodzenia włoskiego
  - Gavin McCann, angielski piłkarz
  - Michael Pienaar, namibijski piłkarz
  - Facundo Quiroga, argentyński piłkarz
  - Brent Smith, amerykański muzyk, wokalista, członek zespołu Shinedown
  - Tamina Snuka, amerykańska wrestlerka
- 11 stycznia:
  - Muhammet Akagündüz, austriacki piłkarz pochodzenia tureckiego
  - Michael Duff, północnoirlandzki piłkarz
  - Kyōko Hamaguchi, japońska zapaśniczka
  - Emile Heskey, angielski piłkarz
  - Joan Lino Martínez, kubańsko-hiszpański lekkoatleta, skoczek w dal
  - Takalani Ndlovu, południowoafrykański bokser
  - Radosław Owczarz, polski perkusista
- 12 stycznia:
  - Stephen Abas, amerykański zapaśnik, zawodnik MMA
  - Steve Brinkman, kanadyjski siatkarz
  - Jeremy Camp, amerykański piosenkarz, gitarzysta
  - Bonaventure Kalou, iworyjski piłkarz
  - Stefan Kaltschütz, austriacki snowboardzista
  - Oksana Zbrożek, rosyjska lekkoatletka, biegaczka średniodystansowa
- 13 stycznia:
  - Joanna Frydrych, polska ekonomistka, działaczka samorządowa, polityk, poseł na Sejm RP
  - Massimo Mutarelli, włoski piłkarz
  - Ashmit Patel, indyjski aktor
  - Victor Pecoraro, brazylijski aktor
- 17 stycznia:
  - Carolina Ardohain, argentyńska modelka
  - Szymon Jakubowski, polski reżyser i scenarzysta filmowy
  - Elvis Kafoteka, malawijski piłkarz
  - Petra Mandula, węgierska tenisistka
  - Josip Sesar, bośniacki koszykarz
  - Patrick Suffo, kameruński piłkarz
  - Meilen Tu, amerykańska tenisistka pochodzenia tajwańskiego
  - Charles Richard Wilson, brytyjski wokalista, muzyk, kompozytor, autor tekstów, członek zespołów: Kaiser Chiefs i Parva
- 18 stycznia:
  - Richard Archibald, irlandzki wioślarz
  - Thor Hushovd, norweski kolarz szosowy
  - Alaksiej Ihnaszou, białoruski zawodnik sztuk walki
  - Wandee Kameaim, tajska sztangistka
  - Bogdan Lobonț, rumuński piłkarz, bramkarz
  - Urs Rechn, niemiecki aktor
  - Sebastian Siedler, niemiecki kolarz torowy i szosowy
  - Stev Theloke, niemiecki pływak
- 19 stycznia – Laura Närhi, fińska wokalistka
- 20 stycznia:
  - Nancy Contreras, meksykańska kolarka torowa
  - Wołodymyr Hrojsman, ukraiński samorządowiec, polityk pochodzenia żydowskiego, premier Ukrainy
  - Igor Kwiatkowski, polski artysta kabaretowy
  - Silvio Olteanu, rumuński bokser
  - Biljana Pawłowa-Dimitrowa, bułgarska tenisistka
  - Clayton Stanley, amerykański siatkarz
  - Omar Sy, francuski aktor, komik pochodzenia senegalsko-maurytyjskiego
  - Jovan Tanasijević, czarnogórski piłkarz
  - Jochem Verberne, holenderski wioślarz
  - Luciano Zauri, włoski piłkarz
- 22 stycznia:
  - Robert Esche, amerykański hokeista, bramkarz
  - Ryan Millar, amerykański siatkarz
  - Ernani Pereira, azerski piłkarz pochodzenia brazylijskiego
  - Ilka Schröder, niemiecka polityk
- 23 stycznia
  - Lyne Beaumont, kanadyjska pływaczka synchroniczna
  - Gloria Zabala, wenezuelska zapaśniczka
- 24 stycznia:
  - Hamide Bıkçın Tosun, turecka taekwondzistka
  - Mark Hildreth, kanadyjski aktor
  - Jekatierina Klimowa, rosyjska aktorka
  - Giuzel Maniurowa, rosyjsko-kazachska zapaśniczka
  - Tomokazu Myōjin, japoński piłkarz
- 25 stycznia:
  - Paweł Barański, polski poeta
  - Charlene Grimaldi, południowoafrykańska pływaczka, modelka, księżna Monako
  - Agnieszka Grochowicz, polska wokalistka, kompozytorka, poetka
  - Dienis Mieńszow, rosyjski kolarz szosowy
  - Manfred Pranger, austriacki narciarz alpejski
  - Lila Tretikov, amerykańska informatyk, menedżerka pochodzenia rosyjskiego
  - Wołodymyr Zełenski, ukraiński satyryk, aktor, scenarzysta i producent filmowy, polityk pochodzenia żydowskiego, prezydent Ukrainy
  - Andrija Zlatić, serbski strzelec sportowy
  - Agata Zubel, polska kompozytorka, śpiewaczka, pedagog
- 26 stycznia:
  - Nastja Čeh, słoweński piłkarz
  - Jadranka Joksimović, serbska politolog, polityk
  - Wahan Dżuharian, ormiański zapaśnik
  - Jasmin Handanovič, słoweński piłkarz, bramkarz
  - Corina Morariu, amerykańska tenisistka pochodzenia rumuńskiego
  - Gonzalo Valenzuela, chilijski aktor
- 27 stycznia:
  - Małgorzata Chomycz-Śmigielska, polska polityk, wojewoda podkarpacki
  - Denys Jurczenko, ukraiński lekkoatleta, tyczkarz
  - Gustavo Munúa, urugwajski piłkarz, bramkarz
  - Dipsy Selolwane, botswański piłkarz
  - Tammy Sutton-Brown, kanadyjska koszykarka
- 28 stycznia:
  - Olga Aleksandrowa, ukraińsko-hiszpańska szachistka
  - Gianluigi Buffon, włoski piłkarz, bramkarz
  - Jamie Carragher, angielski piłkarz
  - Papa Bouba Diop, senegalski piłkarz (zm. 2020)
  - Siergiej Gołubiew, rosyjski bobsleista
  - Mateusz Klinowski, polski prawnik, samorządowiec, burmistrz Wadowic
  - Varmah Kpoto, liberyjski piłkarz
  - Sheamus, irlandzki wrestler
  - Vanessa Villela, meksykańska aktorka
  - Aneta Wysokińska-Senkus, polska ekonomistka
- 29 stycznia:
  - Martin Schmitt, niemiecki skoczek narciarski
  - Rebecca Thoresen, australijsko-maltańska koszykarka
- 30 stycznia:
  - Mark Brain, niemiecki didżej, producent muzyczny
  - Omar Briceño, meksykański piłkarz
  - Robert El Gendy, polski prezenter telewizyjny pochodzenia egipskiego
  - Daniel Lindström, szwedzki piosenkarz
  - Marta Michna, polska szachistka
  - Hiroshi Satō, japoński curler
- 31 stycznia:
  - Iwajło Gabrowski, bułgarski kolarz szosowy
  - Patrick Gruber, włoski saneczkarz
  - Ibolya Oláh, węgierska piosenkarka, autorka piosenek pochodzenia romskiego
  - Adam Skalski, polski matematyk
  - Łukasz Skrzyński, polski piłkarz
  - Julija Waszczenko, ukraińska piłkarka
- 1 lutego:
  - Samir Abasov, azerski piłkarz
  - Aleksandra Dereń, polska lekkoatletka, biegaczka średniodystansowa
  - Tobias Hans, niemiecki polityk, premier Saary
  - Markus Hurme, fiński snowboardzista
  - Agnieszka Karaczun, polska lekkoatletka, płotkarka
  - K’naan, somalijsko-kanadyjski poeta, muzyk
  - Claudia Nystad, niemiecka biegaczka narciarska
  - Sara Tavares, portugalska piosenkarka, gitarzystka, kompozytorka (zm. 2023)
  - Marion Wagner, niemiecka lekkoatletka, sprinterka
- 2 lutego:
  - Bartłomiej Bardecki, polski żużlowiec
  - Barry Ferguson, szkocki piłkarz
  - John Mamann, francuski piosenkarz
  - Bárbara Mori, urugwajska aktorka
  - Maliki Moussa, kameruński siatkarz
  - Jaime Robles, boliwijski piłkarz
  - Mikałaj Ryndziuk, białoruski piłkarz
  - Faye White, angielska piłkarka
- 3 lutego:
  - Joan Capdevila, hiszpański piłkarz
  - Amal Clooney, libańsko-brytyjska adwokat
  - Beat Hefti, szwajcarski bobsleista
  - Andy Herron, kostarykański piłkarz
  - Lars T. Jørgensen, duński piłkarz ręczny
  - Artur Kostecki, polski hokeista, trener
  - Matt Nielsen, australijski koszykarz, trener
  - Hennadij Razin, ukraiński hokeista
  - Adrian R’Mante, amerykański aktor
  - Eliza Roszkowska Öberg, szwedzka informatyk, polityk pochodzenia polskiego
- 4 lutego:
  - Dorota Burdzel, polska siatkarka
  - Tomasz Dawidowski, polski piłkarz
  - Danna García, kolumbijska aktorka
  - Harriet Hunt, brytyjska szachistka
  - Mathurin Kameni, kameruński piłkarz, bramkarz
- 6 lutego:
  - Dienis Bojarincew, rosyjski piłkarz
  - Anis Boujelbene, tunezyjski piłkarz
  - Agnieszka Legucka, polska politolog, dr hab. nauk społecznych
  - Ja’el Na’im, tunezyjsko-izraelsko-francuska piosenkarka
  - Rustam Saidov, uzbecki bokser
  - Marcelo Sosa, urugwajski piłkarz
- 7 lutego:
  - Ashton Kutcher, amerykański aktor
  - Milton Palacio, amerykański koszykarz
- 8 lutego:
  - Kaytee Boyd, nowozelandzka kolarka szosowa i torowa
  - Andriej Jegorczew, rosyjski siatkarz
- 9 lutego:
  - Aaron John Buckley, irlandzki aktor
  - Gro Marit Istad-Kristiansen, norweska biathlonistka
  - Nikola Lazetić, serbski piłkarz
  - William Servat, francuski rugbysta
- 10 lutego:
  - Henri Castelli, brazylijski aktor, model
  - Don Omar, portorykański wykonawca muzyki reggaeton, aktor
  - Zuzanna Falzmann, polska dziennikarka
  - Matteo Fiorini, sanmaryński polityk
  - Walerija Starodubrowska, rosyjska wioślarka
  - Małgorzata Warda, polska pisarka, malarka, rzeźbiarka
  - Adam Zajkowski, polski judoka
- 11 lutego:
  - Witold Bednorz, polski matematyk
  - Hanna-Mia Persson, szwedzka lekkoatletka, tyczkarka
  - Josef Straka, czeski hokeista
- 12 lutego:
  - Marta Cugier polska wokalistka, członkini zespołu Lombard
  - Jerry Louis, maurytyjski piłkarz
  - Sebastian Łabuz, polski hokeista
  - Ania Szarmach, polska piosenkarka
  - Susanne Wigene, norweska lekkoatletka, biegaczka długodystansowa
- 13 lutego:
  - Mini Anden, szwedzka modelka, aktorka
  - Niklas Bäckström, fiński hokeista
  - Hamish Glencross, szkocki gitarzysta, kompozytor, członek zespołów: Seer’s Tear, Solstice(inne języki), My Dying Bride i Vallenfyre(inne języki)
  - Philippe Jaroussky, francuski śpiewak operowy (kontratenor) pochodzenia rosyjskiego
  - Rita Kuti-Kis, węgierska tenisistka
  - Cory Murphy, kanadyjski hokeista
  - Edsilia Rombley, holenderska piosenkarka
- 14 lutego:
  - Javier Colombo, argentyński kolarz BMX
  - Tim Don, brytyjski triathlonista
  - Danai Gurira, amerykańska aktorka pochodzenia zimbabweńskiego
  - Rip Hamilton, amerykański koszykarz
  - Vegar Larsen, norweski perkusista, członek zespołów: Keep of Kalessin, Subliritum(inne języki), From the Vastland i Gorgoroth
  - Darius Songaila, litewski koszykarz
  - Silvija Talaja, chorwacka tenisistka
- 15 lutego:
  - Kimberly Goss, amerykańska piosenkarka, muzyk, kompozytorka
  - Alejandro Lembo, urugwajski piłkarz
  - Rafał Romanowski, polski samorządowiec, urzędnik państwowy
  - Dawyd Sałdadze, ukraiński i uzbecki zapaśnik
  - Kerstin Tzscherlich, niemiecka siatkarka
  - Yiruma, południowokoreański pianista, kompozytor
- 16 lutego:
  - Vala Flosadóttir, islandzka lekkoatletka, tyczkarka
  - Tia Hellebaut, belgijska lekkoatletka, skoczkini wzwyż
  - Diego Pozo, argentyński piłkarz, bramkarz
  - John Tartaglia, amerykański lalkarz, aktor i piosenkarz
  - Lubow Tołkalina, rosyjska aktorka
- 17 lutego:
  - Laura Agea, włoska polityk
  - Tomasz Celej, polski koszykarz
  - Ashton Holmes, amerykański aktor
  - Rory Kinnear, brytyjski aktor
  - Lucyna Kornobys, polska lekkoatletka, miotaczka
- 18 lutego:
  - Krystyna Beniger, polska curlerka
  - Yūji Kido, japoński aktor
  - Oliver Pocher, niemiecki aktor komediowy, muzyk
  - Josip Šimunić, chorwacki piłkarz
- 19 lutego:
  - Joanna Gleń, polska aktorka
  - Immortal Technique, amerykański raper
  - Michalis Konstandinu, cypryjski piłkarz
  - Alioum Saidou, kameruński piłkarz
- 20 lutego:
  - Derek Daypuck, kanadyjski rugbysta
  - Julia Jentsch, niemiecka aktorka
  - Łukasz Zbonikowski, polski polityk, poseł na Sejm RP
- 22 lutego:
  - Luca Betti, włoski kierowca rajdowy
  - Marko Ciurlizza, peruwiański piłkarz
  - Dominic Demeritte, bahamski lekkoatleta, sprinter
  - Jenny Frost, brytyjska piosenkarka, prezenterka telewizyjna
  - Helen Marnie, szkocka wokalistka, klawiszowiec i autorka tekstów[2]
  - Pete Mickeal, amerykański koszykarz
  - Alena Mrvová, słowacka szachistka
  - Robert Rutkowski, polski poeta
- 23 lutego:
  - Renata Antropik, polska lekkoatletka, biegaczka długodystansowa
  - Dóra Gyõrffy, węgierska lekkoatletka, skoczkini wzwyż
  - Antti Kuisma, fiński kombinator norweski
  - Nolvenn Le Caër, francuska kolarka górska
  - Andrej Michalou, białoruski hokeista
  - Mohd Suffian Abdul Rahman, malezyjski piłkarz (zm. 2019)
  - Robert Suchomski, polski hokeista
- 25 lutego:
  - Wołodymyr Bakłan, ukraiński szachista
  - Daine Klate, południowoafrykański piłkarz
  - Yazid Mansouri, algierski piłkarz
  - Jenny Mowe, amerykańska koszykarka
  - Yūji Nakazawa, japoński piłkarz
- 26 lutego:
  - Tom Beck, niemiecki aktor, piosenkarz
  - Jonas Dahl, duński polityk
  - Abdoulaye Diagne-Faye, senegalski piłkarz
  - Kyle Hamilton, kanadyjski wioślarz
  - Viktor Horváth, węgierski pięcioboista nowoczesny
  - Anna Kutkowska, polska aktorka
  - Muhammad Nur, saudyjski piłkarz
  - Rachel Veltri, amerykańska aktorka, modelka
- 27 lutego:
  - James Beattie, angielski piłkarz
  - Kacha Kaladze, gruziński piłkarz, polityk
  - Adam Kinzinger, amerykański polityk, kongresmen ze stanu Illinois
  - Emelie Öhrstig, szwedzka biegaczka narciarska, kolarka górska i szosowa
  - Jelena Wasilewska, rosyjska siatkarka
- 28 lutego:
  - Jeanne Cherhal, francuska piosenkarka
  - Aneta Dalbiak, polska polonistka
  - Benjamin Raich, austriacki narciarz alpejski
  - Heidi Renoth, niemiecka snowboardzistka
  - Jamaal Tinsley, amerykański koszykarz
  - Mariano Zabaleta, argentyński tenisista
- 1 marca:
  - Jensen Ackles, amerykański aktor
  - Natalia Pawlas, polska farmakolog, dr hab. nauk medycznych
- 2 marca:
  - Dennis Grabosch, niemiecki aktor
  - Maciej Grabowski, polski żeglarz sportowy
  - Heath Herring, amerykański zawodnik MMA, aktor
  - Sebastian Janikowski, polski futbolista
  - Tomáš Kaberle, czeski hokeista
  - Dzianis Korszuk, białoruski koszykarz
  - Tomasz Momot, polski muzyk jazzowy, pianista, kompozytor, aranżer, dyrygent, producent muzyczny
  - Katarzyna Piguła, polska szablistka
  - Sebastian Riedel, polski muzyk, członek zespołu Cree
  - Sylwester Szmyd, polski kolarz szosowy
- 3 marca:
  - Leonora Jakupi, albańska piosenkarka, autorka tekstów
  - Shingo Matsumoto, japoński zapaśnik
  - Magdalena Mielcarz, polska aktorka, modelka
  - Marcin Nowak, polski reżyser efektów specjalnych
  - Domènec Ruiz Devesa, hiszpański polityk, eurodeputowany
  - Samantha Ryan, amerykańska aktorka pornograficzna
- 5 marca – Daniel Risch, liechtensteiński polityk, premier Liechtensteinu
- 6 marca:
  - Lara Cox, australijska aktorka
  - Paola Croce, włoska siatkarka
  - Thomas Godoj, polsko-niemiecki piosenkarz
  - Teruaki Kurobe, japoński piłkarz
- 8 marca:
  - Mohammed Bouyeri, holenderski islamista, morderca pochodzenia marokańskiego
  - Johanna Sjöberg, szwedzka pływaczka
  - Nick Zano, amerykański aktor, producent filmowy i telewizyjny
- 9 marca:
  - Amanda Fortier, kanadyjska biegaczka narciarska
  - Lucas Neill, australijski piłkarz pochodzenia północnoirlandzkiego
  - Katherine Parkinson, brytyjska aktorka, komik
  - Aliann Pompey, gujańska lekkoatletka, sprinterka
  - Hannu Rajaniemi, fiński pisarz science fiction
  - Marianne Rokne, norweska piłkarka ręczna
  - Hans Somers, belgijski piłkarz
  - Gionatha Spinesi, włoski piłkarz
- 10 marca:
  - Karen Brødsgaard, duńska piłkarka ręczna
  - Benjamin Burnley, amerykański muzyk, wokalista, założyciel zespołu Breaking Benjamin
  - Camille Dalmais, francuska piosenkarka
  - Arseniusz (Glavčić), serbski biskup prawosławny
  - Zoltán Kammerer, węgierski kajakarz
  - Miha Pirih, słoweński wioślarz
  - Pornsawan Porpramook, tajski bokser
- 11 marca:
  - Adam Bronikowski, polski wioślarz
  - Borys Budka, polski prawnik, samorządowiec, polityk, minister sprawiedliwości, poseł na Sejm RP
  - Michal Doležal, czeski skoczek narciarski, trener
  - Didier Drogba, iworyjski piłkarz
  - Natalija Huba, ukraińska wioślarka
  - Albert Luque, hiszpański piłkarz
  - Ousmane Sanou, burkiński piłkarz
  - Rob Simonsen, amerykański kompozytor muzyki filmowej
- 12 marca:
  - Daniel Becke, niemiecki kolarz szosowy i torowy
  - Ricardo Katza, południowoafrykański piłkarz
  - Carien Kleibeuker, holenderska łyżwiarka szybka
  - Claudio Sanchez(inne języki), amerykański muzyk, wokalista pochodzenia portorykańsko-włoskiego, członek zespołu Coheed and Cambria
  - Cristina Teuscher, amerykańska pływaczka
  - Marta Wiśniewska, polska piosenkarka, tancerka, aktorka
- 14 marca:
  - Carl Johan Bergman, szwedzki biathlonista
  - Carlo Giuliani, włoski alterglobalista (zm. 2001)
  - Pieter van den Hoogenband, holenderski pływak
  - Seiko Okamoto, japońska tenisistka
  - Natacha Randriantefy, madagaskarska tenisistka
  - Magdalena Smalara, polska aktorka
  - Giorgio A. Tsoukalos, grecki pisarz, dziennikarz, ufolog
  - Damian Krępa, polski wokalista, autor tekstów (zm. 2025).
  - Wigor, polski raper, producent muzyczny
- 15 marca – Ewa Borys, polska koszykarka
- 16 marca:
  - Kostas Bakojanis, grecki polityk, samorządowiec, burmistrz Aten
  - Brooke Burns, amerykańska aktorka
  - Małgorzata Wassermann, polska adwokat, polityk, poseł na Sejm RP
  - Przemysław Witek, polski polityk, poseł na Sejm RP
- 17 marca:
  - Nikołaj Gergow, bułgarski zapaśnik
  - Franck Grandel, gwadelupski piłkarz, bramkarz
  - Corina-Isabela Peptan, rumuńska szachistka
  - Lola Sánchez, hiszpańska polityk, eurodeputowana
  - Aleksandra Urban, polska malarka
- 18 marca:
  - Fernandão, brazylijski piłkarz, trener (zm. 2014)
  - Brooke Hanson, australijska pływaczka
  - Magik, polski raper, członek zespołów: Kaliber 44 i Paktofonika (zm. 2000)
  - Antonio Margarito, meksykański bokser
  - Charlotte Roche, niemiecka prezenterka telewizyjna pochodzenia brytyjskiego
  - Soumaila Samake, malijski koszykarz
  - Yoshie Takeshita, japońska siatkarka
- 19 marca:
  - Fisz, polski muzyk, kompozytor, wokalista, autor tekstów, producent muzyczny
  - Matej Krajčík, słowacki piłkarz
  - Lenka, australijska piosenkarka, aktorka pochodzenia czeskiego
  - Cydonie Mothersill, kajmańska lekkoatletka, sprinterka
- 20 marca – Jacek Najder, polski przedsiębiorca, polityk, poseł na Sejm RP
- 21 marca:
  - Robert Kochanek, polski tancerz
  - Michał Krawczyk, polski samorządowiec, polityk, poseł na Sejm RP
  - Rani Mukerji, indyjska aktorka
  - Teija Saari, fińska lekkoatletka, tyczkarka
  - Vegard Samdahl, norweski piłkarz ręczny
  - Alena Šeredová, czeska modelka
  - Pawieł Trachanow, rosyjski hokeista (zm. 2011)
- 22 marca:
  - Daisy Haggard, brytyjska aktorka
  - Björn Lind, szwedzki biegacz narciarski
  - Katarzyna Miszczak, polska lekkoatletka, skoczkini wzwyż
- 23 marca:
  - István Apáti, węgierski polityk
  - Jitka Čvančarová, czeska aktorka, piosenkarka, modelka
  - Anastasia Griffith, amerykańska aktorka
  - Perez Hilton, amerykański bloger, publicysta
  - Helena Josefsson, szwedzka piosenkarka, autorka tekstów
  - György Kozmann, węgierski kajakarz, kanadyjkarz
  - Morné Nagel, południowoafrykański lekkoatleta, sprinter
  - Joanna Page, brytyjska aktorka
  - Abram Raselemane, południowoafrykański piłkarz (zm. 2008)
  - Nicholle Tom, amerykańska aktorka
- 24 marca:
  - Amir Arison, amerykański aktor pochodzenia izraelskiego
  - Serge Dikilu Bageta, kongijski piłkarz
  - Chiara Cainero, włoska strzelczyni sportowa
  - Hugo Fidel Cázares, meksykański bokser
  - Bertrand Gille, francuski piłkarz ręczny
  - Monika Soćko, polska szachistka
  - Tomáš Ujfaluši, czeski piłkarz
- 25 marca – Bartosz Król, polski wokalista zespołu Mafia
- 26 marca:
  - Anastasia Kostaki, grecka koszykarka
  - Debbie Dunn, amerykańska lekkoatletka, sprinterka
  - Robert Krawczyk polski judoka
  - Andry Laffita, kubański bokser
  - Guillermo Ramírez, gwatemalski piłkarz
  - Stephen Stewart, australijski wioślarz
- 27 marca:
  - Isabella Adinolfi, włoska polityk, eurodeputowana
  - Amélie Cocheteux, francuska tenisistka
  - Marcin Łapeciński, polski rolnik, samorządowiec, członek zarządu województwa zachodniopomorskiego
- 28 marca:
  - Urszula Bartos-Gęsikowska, polska aktorka, scenografka, kostiumografka
  - Chloe Dior, amerykańska aktorka pornograficzna
  - Hanna Piaseczna-Czerniak, polska aktorka
  - Anita Werner, polska dziennikarka, prezenterka telewizyjna, aktorka
- 29 marca – Igor Rakočević, serbski koszykarz, trener
- 30 marca:
  - Agata Błażowska, polska łyżwiarka figurowa
  - Bok van Blerk, południowoafrykański piosenkarz
  - Paweł Czapiewski, polski lekkoatleta, średniodystansowiec
  - Mariusz Antoni Kamiński, polski pisarz, polityk, poseł na Sejm RP
  - Roberto Monzón, kubański zapaśnik
  - Pablopavo, polski wokalista, członek zespołów: Vavamuffin i Zjednoczenie Sound System
  - Chris Paterson, szkocki rugbysta
  - Michael Schreiber, niemiecki skoczek narciarski
  - Yang Pu, chiński piłkarz
- 31 marca:
  - Edmar Castañeda, kolumbijski hatfista jazzowy
  - Siergiej Kuntariew, rosyjski zapaśnik
  - Daniel Mays, brytyjski aktor
  - Maciej Nalepa, polski piłkarz, bramkarz
  - Rafał Nowak, polski nauczyciel, polityk, wicewojewoda świętokrzyski
  - Jérôme Rothen, francuski piłkarz
  - Vivian Schmitt, niemiecka aktorka pornograficzna
  - Tony Yayo, amerykański raper
- 1 kwietnia:
  - Rolandas Džiaukštas, litewski piłkarz
  - Miroslava Federer, szwajcarska tenisistka pochodzenia słowackiego
  - Andriej Kariaka, rosyjski piłkarz pochodzenia ukraińskiego
  - Anamaria Marinca, rumuńsko-brytyjska aktorka
  - Antonio de Nigris, meksykański piłkarz (zm. 2009)
  - Alaksandr Radzinski, białoruski hokeista
  - Marco Rossi, włoski piłkarz
  - Akram Roumani, marokański piłkarz
- 2 kwietnia:
  - Anna Głogowska, polska tancerka, prezenterka telewizyjna
  - Łukasz Kubik, polski piłkarz, trener
  - Scott Lynch, amerykański pisarz fantasy
  - Griselda Siciliani, argentyńska aktorka
  - Jarosław Szmidt, polski operator filmowy
- 3 kwietnia:
  - Tim Cornelisse, holenderski piłkarz
  - Matthew Goode, brytyjski aktor
  - Michael Gravgaard, duński piłkarz
  - Tommy Haas, niemiecki tenisista
  - Daniela Inchausti, argentyńska lekkoatletka, tyczkarka
  - Māris Krakops, łotewski szachista
  - Karyme Lozano, argentyńska aktorka
  - Ewelina Pruszko, polska zapaśniczka
  - John Smit, południowoafrykański rugbysta
- 4 kwietnia:
  - Michał Czernecki, polski aktor
  - Jarosław Kwasek, polski samorządowiec, członek zarządu województwa lubelskiego
  - Lemar, brytyjski piosenkarz pochodzenia nigeryjskiego
  - Krzysztof Majkowski, polski hokeista, trener
  - Dominic Matteo, szkocki piłkarz
  - Irini Skliwa, grecka modelka, zwyciężczyni konkursu Miss World
  - René Wolff, niemiecki kolarz torowy
- 5 kwietnia:
  - Franziska van Almsick, niemiecka pływaczka
  - Dwain Chambers, brytyjski lekkoatleta, sprinter
  - Tarek El-Said, egipski piłkarz
  - Stephen Jackson, amerykański koszykarz
  - Alec Mazo, amerykański tancerz pochodzenia rosyjsko-żydowskiego
  - Jairo Patiño, kolumbijski piłkarz
  - Arnaud Tournant, francuski kolarz torowy
- 6 kwietnia:
  - Daphny van den Brand, holenderska kolarka przełajowa, górska i szosowa
  - Oksana Məmmədyarova, azerska siatkarka
  - Martin Mendez, urugwajski basista, członek zespołu Opeth
  - Luis Alberto Pérez, nikaraguański bokser
  - Akiko Sekiwa, japońska curlerka
  - Igor Siemszow, rosyjski piłkarz
- 7 kwietnia:
  - Davor Dominiković, chorwacki piłkarz ręczny
  - Siobhan Drake Brockman, australijska tenisistka
  - Duncan James, brytyjski piosenkarz
  - Lilia Osterloh, amerykańska tenisistka
  - Maksim Spiridonow, rosyjski hokeista, trener i działacz hokejowy
  - Marius Tincu, rumuński rugbysta
  - Uładzimir Wałczkou, białoruski tenisista
- 8 kwietnia:
  - Tamaz Gelaszwili, gruziński szachista
  - Bernt Haas, szwajcarski piłkarz
  - Klaudiusz Kaufmann, polski aktor
  - Paola Núñez, meksykańska aktorka, producentka filmowa, modelka
  - Mario Pestano, hiszpański lekkoatleta, dyskobol
  - Ana de la Reguera, meksykańska aktorka, tancerka
  - Anja Schneiderheinze-Stöckel, niemiecka bobsleistka
  - Jewhenija Własowa, ukraińska piosenkarka
- 9 kwietnia:
  - Jorge Andrade, portugalski piłkarz
  - Dmitrij Biakow, kazachski piłkarz
  - Wiktor Grudziński, polski koszykarz
  - Naman Keïta, francuski lekkoatleta, płotkarz i sprinter
  - Amélie Oudéa-Castéra, francuska menedżerka, polityk
  - Vesna Pisarović, chorwacka piosenkarka
  - Maxime Prévot, belgijski polityk, burmistrz Namur
  - Rachel Stevens, brytyjska piosenkarka, aktorka
- 10 kwietnia:
  - Óscar Hernández, hiszpański tenisista
  - Joe Pack, amerykański narciarz dowolny
  - Hana Šromová, czeska tenisistka
  - Ziemowit Szczerek, polski dziennikarz, pisarz, tłumacz
  - Tomasz Zalasiński, polski prawnik, sędzia Trybunału Stanu
- 11 kwietnia – Janusz Kowalski, polski polityk, poseł, sekretarz stanu w Ministerstwie Aktywów Państwowych
- 12 kwietnia:
  - Stanisław Angełow, bułgarski piłkarz
  - Luca Argentero, włoski aktor
  - Agnieszka Bartol, polska poetka, pisarka (zm. 1990)
  - Guy Berryman, brytyjski gitarzysta, członek zespołu Coldplay
  - Mandy Bright, węgierska aktorka pornograficzna
  - Przemysław Chojęta, polski aktor
  - Ercandize, niemiecki raper pochodzenia tureckiego
  - Ołeksandr Fedorow, ukraiński hokeista
  - Swietłana Łapina, rosyjska lekkoatletka, skoczkini wzwyż
  - Riley Smith, amerykański aktor, model, piosenkarz
- 13 kwietnia:
  - Farruch Amonatow, tadżycki szachista
  - Kyle Howard, amerykański aktor
  - Sylvie Meis, holenderska modelka, prezenterka telewizyjna
  - Carles Puyol, hiszpański piłkarz
- 14 kwietnia:
  - Georgina Harland, brytyjska pięcioboistka nowoczesna
  - Toni Söderholm, fiński hokeista
- 15 kwietnia:
  - Austin Aries, amerykański wrestler
  - Nikołaj Bieliczew, ukraiński szachista
  - Helena Costa, portugalska trenerka piłkarska
  - Soumaila Coulibaly, malijski piłkarz
  - Luis Fonsi, portorykański piosenkarz, kompozytor
  - Giorgi Lacabidze, gruziński pianista, kompozytor
  - Agnieszka Woźniak-Starak, polska dziennikarka, prezenterka radiowa i telewizyjna
- 16 kwietnia:
  - An Hyo-yeon, południowokoreański piłkarz
  - Lara Dutta, indyjska aktorka, zdobywczyni tytułu Miss Universe
  - Jelena Prochorowa, rosyjska lekkoatletka, wieloboistka
  - Igor Tudor, chorwacki piłkarz
  - Iwan Urgant, rosyjski aktor, prezenter telewizyjny
- 17 kwietnia:
  - Monika Bergmann-Schmuderer, niemiecka narciarka alpejska
  - Juan Guillermo Castillo, urugwajski piłkarz, bramkarz
  - Daniel Fünffrock, niemiecki aktor
  - Daniel Hensel, niemiecki kompozytor, muzykolog
  - Hannu Manninen, fiński kombinator norweski
  - David Murdoch, szkocki curler
  - David Vála, czeski zapaśnik
  - Anna Wielebnowska, polska koszykarka
- 19 kwietnia – James Franco, amerykański aktor
- 20 kwietnia:
  - Miguel Acosta, wenezuelski bokser
  - Aleksiej Badiukow, rosyjski hokeista
  - Mathew Hayman, australijski kolarz szosowy
  - Jennie Reed, amerykańska kolarka torowa
  - David Sánchez, hiszpański tenisista
  - Matthew Wilkas, amerykański aktor, dramaturg
- 21 kwietnia:
  - Marcin Brzozowski, polski aktor
  - Jukka Nevalainen, fiński perkusista, członek zespołu Nightwish
  - Julija Pieczonkina, rosyjska lekkoatletka, płotkarka
  - Branden Steineckert, amerykański perkusista, członek zespołu Rancid
- 22 kwietnia:
  - Aaron Fink, amerykański gitarzysta, członek zespołu Breaking Benjamin
  - Nikołaj Ignatow, rosyjski hokeista
  - Penny Tai, malezyjska piosenkarka, autorka tekstów
  - Esteban Tuero, argentyński kierowca wyścigowy
  - Michał Węgrzyn, polski reżyser i operator filmowy
- 23 kwietnia:
  - Gezahegne Abera, etiopski lekkoatleta, maratończyk
  - Kofi Amponsah, ghański piłkarz
  - Ian Brennan, amerykański aktor, reżyser i producent telewizyjny
  - Marcel Mbayo, kongijski piłkarz
  - Saori Obata, japońska tenisistka
- 24 kwietnia:
  - Branislav Becík, słowacki samorządowiec, przewodniczący kraju nitrzańskiego
  - Willy Blain, francuski bokser
  - Jesper Christiansen, duński piłkarz, bramkarz
  - Przemysław Matyjaszek, polski judoka
  - Krzysztof Pluskota, polski aktor, kabareciarz
  - Anna Szyćko, polska koszykarka
  - Tomasz Szymański, polski samorządowiec, polityk, poseł na Sejm RP
  - Jiří Vaněk, czeski tenisista
  - Maksim Woitiul, białoruski tancerz baletowy
- 25 kwietnia:
  - Letícia Birkheuer, brazylijska modelka
  - Przemysław Fiugajski, polski dyrygent
  - Jean-Michel Lucenay, francuski szpadzista
  - Paul Mattick, brytyjski wioślarz
- 26 kwietnia:
  - Stana Katic, kanadyjska aktorka
  - Tomasz Machała, polski dziennikarz
  - Peter Madsen, duński piłkarz
  - Pablo Schreiber, amerykańsko-kanadyjski aktor
  - Michał Sieczkowski, polski aktor
- 27 kwietnia:
  - Pinar Atalay, niemiecka dziennikarka i prezenterka radiowo-telewizyjna pochodzenia tureckiego
  - Valeriu Catînsus, mołdawski piłkarz
  - Karina Elstrom, amerykańska lekkoatletka, tyczkarka
  - Jakub Janda, czeski skoczek narciarski, polityk
  - Łukasz Płoszajski, polski aktor
  - Ołeh Tymczenko, ukraiński hokeista
- 28 kwietnia:
  - Kateřina Bucková, czeska siatkarka
  - Konrad Gołota, polski polityk, wiceminister
  - Joanna Klawińska, polska piłkarka, bramkarka
  - Dave Power, amerykański aktor
  - Nate Richert, amerykański aktor
- 30 kwietnia:
  - Simone Barone, włoski piłkarz
  - Joachim Boldsen, duński piłkarz ręczny
  - Filip Grzegorczyk, polski prawnik, urzędnik państwowy
  - Li Ruofan, chińska szachistka
  - Raquel Silva, brazylijska siatkarka
- 1 maja – John Linehan, amerykański koszykarz, trener
- 3 maja:
  - Paul Banks, amerykański wokalista, gitarzysta, członek zespołu Interpol
  - Franziska Giffey, niemiecka polityk, burmistrz Berlina
  - Doris Günther, austriacka snowboardzistka
  - Michaił Kobalija, rosyjski szachista, trener
  - Dai Tamesue, japoński lekkoatleta, płotkarz
- 4 maja:
  - Erin Andrews, amerykańska dziennikarka sportowa
  - Igor Bišćan, chorwacki piłkarz
  - Ovidiu Bobîrnat, rumuński bokser
  - Ognjen Jovanić, chorwacki szachista
  - Kike, hiszpański futsalista
  - Daisuke Ono, japoński aktor
  - Brad Pennington, amerykański aktor
  - Vladimíra Uhlířová, czeska tenisistka
- 5 maja:
  - Santiago Cabrera, chilijski aktor
  - Bruno Cheyrou, francuski piłkarz
  - Ola Gjeilo, norweski kompozytor, pianista
  - Kinga Maculewicz, polsko-francuska siatkarka
  - Olof Persson, szwedzki piłkarz, trener
  - Piotr Rogucki, polski wokalista, autor tekstów, członek zespołu Coma, aktor
- 6 maja:
  - Alexandre Balduzzi, francuski piosenkarz, kompozytor
  - Adam Borzęcki, polski hokeista
  - Tony Estanguet, francuski kajakarz górski
  - Fredrick Federley, szwedzki polityk
  - Riitta-Liisa Roponen, fińska biegaczka narciarska
- 7 maja – Shawn Marion, amerykański koszykarz
- 8 maja:
  - Michał Arabski, polski biolog, wykładowca akademicki
  - Speedy Claxton, amerykański koszykarz
  - Sandra Kleinová, czeska tenisistka
  - Lúcio, brazylijski piłkarz
  - Josie Maran, amerykańska modelka, aktorka
  - Weronika Pawłowicz, białoruska tenisistka stołowa
  - Yumilka Ruíz, kubańska siatkarka
  - Danilo Turcios, honduraski piłkarz
- 9 maja:
  - Marwan al-Shehhi, emiracki terrorysta (zm. 2001)
  - Bebe, hiszpańska piosenkarka
  - Leandro Cufré, argentyński piłkarz
  - Anna König Jerlmyr, szwedzka działaczka samorządowa, burmistrz Sztokholmu
  - Massimo Paci, włoski piłkarz
  - Galib Żafarow, kazachski bokser
- 10 maja:
  - Đào Thiên Hải, wietnamski szachista, trener
  - Zoltán Kammerer, węgierski kajakarz
  - Reinaldo Navia, chilijski piłkarz
  - Suban Punnon, tajski bokser
  - Lalla Salma, księżna Maroka
  - Tomasz Szatkowski, polski prawnik, urzędnik państwowy, dyplomata
  - Kenan Thompson, amerykański aktor, komik, muzyk
- 11 maja:
  - Anna Białek-Jaworska, polska ekonomistka, wykładowca akademicki
  - Marc Bircham, kanadyjski piłkarz, trener pochodzenia angielskiego
  - Laetitia Casta, francuska modelka, aktorka
  - Perttu Kivilaakso, fiński wiolonczelista, kompozytor, członek zespołu Apocalyptica
  - Aneta Konieczna, polska kajakarka
  - Łukasz Kruk, polski siatkarz
  - Gonçalo Malheiro, portugalski rugbysta
  - Martin Vozdecký, czeski hokeista
- 12 maja:
  - Malin Åkerman, kanadyjska aktorka, modelka, piosenkarka pochodzenia szwedzkiego
  - Jason Biggs, amerykański aktor
  - Tomasz Glazik, polski muzyk jazzowy
  - Lidia Kopania, polska piosenkarka
  - Hosejn Rezazade, irański sztangista
- 13 maja
  - Grzegorz Płaczek, polski polityk, poseł na Sejm RP
  - Maciej Rock, polski prezenter telewizyjny, dziennikarz, prowadzący program Idol
- 14 maja – Anhel Cape, lekkoatletka z Gwinei Bissau, biegaczka
- 15 maja:
  - Dwayne De Rosario, kanadyjski piłkarz pochodzenia gujańskiego
  - Edu, brazylijski piłkarz
  - Krzysztof Ignaczak, polski siatkarz
  - Marta Lach, polska siatkarka
  - Elisa Togut, włoska siatkarka
- 16 maja:
  - Scott Nicholls, brytyjski żużlowiec
  - Dina Rae, amerykańska piosenkarka
  - Lionel Scaloni, argentyński piłkarz
  - Jim Sturgess, brytyjski aktor
  - Okan Yılmaz, turecki piłkarz
  - Olga Zajcewa, rosyjska biathlonistka
- 17 maja:
  - Christian Callejas, urugwajski piłkarz
  - Mariusz Frankowski, polski polityk, wojewoda mazowiecki
  - Ciara Grant, irlandzka piłkarka
  - Stefan Herbst, niemiecki pływak
  - Paddy Kenny, irlandzki piłkarz, bramkarz
  - Marzena Węgrzyn, polska judoczka
- 18 maja:
  - Ricardo Carvalho, portugalski piłkarz
  - Helton, brazylijski piłkarz, bramkarz
  - Genís García, andorski piłkarz
  - Charles Kamathi, kenijski lekkoatleta, długodystansowiec
  - Agnieszka Smoczyńska, polska reżyserka filmowa
- 20 maja:
  - Lauren Ambrose, amerykańska aktorka
  - Sabina Glasovac, chorwacka polityk
  - Pavla Hamáčková-Rybová, czeska lekkoatletka, tyczkarka
  - Karol Okrasa, polski kucharz, osobowość telewizyjna
  - Nils Schumann, niemiecki lekkoatleta, średniodystansowiec
- 21 maja:
  - Briana Banks, niemiecka aktorka pornograficzna
  - David Calder, kanadyjski wioślarz
  - Adam Gontier, kanadyjski wokalista, gitarzysta, członek zespołów: Three Days Grace i The Big Dirty Band
  - Jamaal Magloire, kanadyjski koszykarz
  - Brendan Williams, australijski rugbysta
- 22 maja:
  - Ginnifer Goodwin, amerykańska aktorka
  - Blanka Isielonis, polska snowboardzistka
  - Katie Price, brytyjska modelka, aktorka
- 23 maja:
  - Gerardo Galindo, meksykański piłkarz
  - Hideaki Kitajima, japoński piłkarz
  - Przemysław Mazur, polski pilot rajdowy
  - Otrjadyn Gündegmaa, mongolska strzelczyni sportowa
  - Florian Raudaschl, austriacki żeglarz sportowy
  - Scott Raynor, amerykański perkusista, członek zespołu Blink-182
  - Anna Tarwacka, polska prawnik, profesor nauk społecznych
- 25 maja – Ołena Żerżerunowa, ukraińska koszykarka
- 26 maja:
  - Miroslav Barčík, słowacki piłkarz
  - Benji Gregory, amerykański aktor (zm. 2024)
- 27 maja:
  - Hugo Armando, amerykański tenisista
  - Sławomir Kalinowski, polski ekonomista, wykładowca akademicki
  - Joanna Koroniewska-Dowbor, polska aktorka
  - Keith Segovia(inne języki), amerykański piłkarz (zm. 2010)
  - Natalija Kyselowa, ukraińsko-niemiecka szachistka
  - Jiří Vlček, włoski wioślarz pochodzenia czeskiego
- 28 maja:
  - Jake Johnson, amerykański aktor i komik
  - Sebastian Aulich, polski judoka
- 29 maja – Anna Rakowska-Trela, polska prawnik, samorządowiec
- 30 maja:
  - Marcin Bors, polski multiinstrumentalista, producent muzyczny
  - Natalla Hielach, białoruska wioślarka
  - Nicolás Olivera, urugwajski piłkarz
  - Ewa Szymanowska, polska polityk, posłanka na Sejm RP
- 31 maja:
  - Daniel Bekono, kameruński piłkarz, bramkarz
  - Jette Fuglsang(inne języki), duńska kolarka szosowa (zm. 2009)
  - Przemysław Tarnacki, polski żeglarz, konstruktor jachtów
  - Anna Ternheim, szwedzka piosenkarka, autorka tekstów
  - Aleksiej Zagorny, rosyjski lekkoatleta, młociarz
- 1 czerwca:
  - Hasna Benhassi, marokańska lekkoatletka, biegaczka średniodystansowa
  - Antonietta Di Martino, włoska lekkoatletka, skoczkini wzwyż
  - Iréna Dufour, belgijska lekkoatletka, tyczkarka
  - Ben Lummis, nowozelandzki piosenkarz, autor tekstów
- 2 czerwca:
  - Nicolas Bal, francuski kombinator norweski
  - Scott Beaumont, brytyjski kolarz górski i BMX
  - Taj Burrow, australijski surfer
  - Dominic Cooper, brytyjski aktor
  - Nikki Cox, amerykańska aktorka
  - Rafał Dębiński, polski piłkarz, dziennikarz i komentator sportowy
  - Radosław Domagalski-Łabędzki, polski prawnik, urzędnik państwowy
  - Justin Long, amerykański aktor pochodzenia polskiego
  - Robert Petrow, północnomacedoński piłkarz
  - Sławomir Szczygieł, polski siatkarz, trener
  - Yi So-yeon, południowokoreańska biotechnolog, astronautka
- 3 czerwca:
  - Bartek Biedrzycki, polski pisarz science fiction, autor komiksów
  - Bartosz Borowski, polski kierowca, działacz gorzowskiej Rodziny Katyńskiej (zm. 2010)
  - Laura Clarke, brytyjska dyplomatka
  - Kamil Čontofalský, słowacki piłkarz, bramkarz
  - Révérien Rurangwa, rwandyjski pisarz
- 5 czerwca:
  - María Chivite, hiszpańska polityk, prezydent wspólnoty autonomicznej, Nawarry
  - Miika Koppinen, fiński piłkarz
  - Fernando Meira, portugalski piłkarz
  - Sylwia Najah, polska aktorka
  - Sutee Suksomkit, tajski piłkarz
- 6 czerwca:
  - Carl Barât, brytyjski aktor, wokalista, gitarzysta
  - Judith Barsi, amerykańska aktorka dziecięca (zm. 1988)
  - Danił Chalimow, kazachski zapaśnik (zm. 2020)
  - Jessica Kresa, amerykańska wrestlerka
  - Mariana Popowa, bułgarska piosenkarka
  - Sophie Solomon, brytyjska skrzypaczka, kompozytorka
  - Igors Vihrovs, łotewski gimnastyk
  - Milen Wasilew, bułgarski szachista
- 7 czerwca:
  - Adrienne Frantz, amerykańska aktorka, piosenkarka
  - Sylwia Gliwa, polska aktorka
  - Bill Hader, amerykański aktor, komik
  - Artur Robak, polski koszykarz
- 8 czerwca:
  - Filipp Jegorow, rosyjski bobsleista
  - Maria Menunos, amerykańska aktorka, prezenterka telewizyjna
  - Mehmet Polat, turecki piłkarz
- 9 czerwca:
  - Artur Balczyński, polski aktor
  - Matthew Bellamy, brytyjski wokalista, muzyk, autor tekstów, członek zespołu Muse
  - Michaela Conlin, amerykańska aktorka
  - Adrian Diaconu, rumuński bokser
  - DJ Wich, czeski didżej, producent muzyczny
  - Noah Hickey, nowozelandzki piłkarz
  - Pierre Hola, tongański rugbysta
  - Miroslav Klose, niemiecki piłkarz pochodzenia polskiego
  - Thomas Lamparter, szwajcarski bobsleista
  - Heather Mitts, amerykańska piłkarka
  - Nando Neves, kabowerdeński piłkarz
  - Eric Papilaya, austriacki piosenkarz
  - Dionisia Thompson, kostarykańska siatkarka
- 10 czerwca – Rima Valentienė, litewska koszykarka, trenerka
- 11 czerwca:
  - Veronika Bortelová, czeska koszykarka
  - Joshua Jackson, kanadyjski aktor
  - Maria Lohela, fińska polityk
  - Krzysztof Niedziela, polski siatkarz
  - Katarzyna Obara-Kowalska, polska dziennikarka i prezenterka telewizyjna, działaczka samorządowa
- 13 czerwca:
  - Ethan Embry, amerykański aktor
  - Stanton Fredericks, południowoafrykański piłkarz
  - Richard Kingson, ghański piłkarz, bramkarz
  - Teodor (Małachanow), rosyjski biskup prawosławny
  - Tomoe Miyamoto, japońska zapaśniczka
  - Krzysztof Saran, polski perkusista
  - Paramahamsa Vishwananda, hinduski guru
- 14 czerwca:
  - Diablo Cody, amerykańska scenarzystka filmowa, pisarka, dziennikarka, blogerka
  - Pedro Palacio, kolumbijski aktor, model
  - The-Dream, amerykański piosenkarz, autor tekstów
  - Otar Tusziszwili, gruziński zapaśnik
  - Anna Wodzyńska, polska aktorka
- 15 czerwca:
  - Wilfred Bouma, holenderski piłkarz
  - Jermaine Hue, jamajski piłkarz
  - Arif Khan Joy, banglijski piłkarz
  - Myriam Motteau, francuska wspinaczka sportowa
  - Mohamed Muizzu, malediwski polityk, prezydent Malediwów
  - Graydon Oliver, amerykański tenisista
- 16 czerwca – Daniel Brühl, niemiecko-hiszpański aktor
- 17 czerwca:
  - Kumiko Asō, japońska aktorka
  - Isabelle Delobel, francuska łyżwiarka figurowa
  - Odeta Moro, polska dziennikarka i prezenterka telewizyjna
  - Masato Uchishiba, japoński judoka
  - Tamás Varga, węgierski wioślarz
- 18 czerwca – Wojciech Tremiszewski, polski aktor
- 19 czerwca:
  - Marios Joannou Elia, cypryjsko-grecki kompozytor
  - Glennis Grace, holenderska piosenkarka
  - Magdalena Korczyńska, polska aktorka
  - Assefa Mezgebu, etiopski lekkoatleta, długodystansowiec
  - Dirk Nowitzki, niemiecki koszykarz
  - Zoe Saldaña, amerykańska aktorka pochodzenia dominikańskiego
- 20 czerwca:
  - Frank Lampard, angielski piłkarz
  - Wojciech Serafin, polski siatkarz
  - Leszek Skiba, polski ekonomista, podsekretarz stanu w Ministerstwie Finansów
- 21 czerwca:
  - Anna Barbarzak, polska urzędniczka państwowa i dyplomata[potrzebny przypis]
  - Erica Durance, kanadyjska aktorka
  - Jack Guzman, kolumbijski aktor
  - Luke Kirby, kanadyjski aktor
  - Cristiano Lupatelli, włoski piłkarz, bramkarz
  - Gervase Markham, brytyjski bloger i programista komputerowy (zm. 2018)
  - Garikayi Mutambirwa, amerykański aktor
  - Mehdi Radżabzadeh, irański piłkarz
  - Rim’K, francuski raper pochodzenia algierskiego
  - Luis Swisher, gwatemalski piłkarz
  - Anthony Towns, australijski programista komputerowy[potrzebny przypis]
  - Loren Woods, amerykański koszykarz
- 22 czerwca:
  - José Luis Abajo, hiszpański szpadzista
  - Ignacio Hierro, meksykański piłkarz
  - Olga Łapina, kazachska lekkoatletka, tyczkarka
  - José Meolans, argentyński pływak
  - Bartosz Orzechowski, polski funkcjonariusz BOR (zm. 2007)
  - Dan Wheldon, brytyjski kierowca wyścigowy (zm. 2011)
- 24 czerwca:
  - Luis Javier García Sanz, hiszpański piłkarz
  - Pandelis Kafes, grecki piłkarz
  - Jarosław Mielczarek, polski gitarzysta, wokalista, kompozytor, członek zespołów: Christ Agony, Moon i Third Degree
  - Shunsuke Nakamura, japoński piłkarz
  - Mikael Nilsson, szwedzki piłkarz
  - Ariel Pink, amerykański muzyk, wokalista
  - Juan Román Riquelme, argentyński piłkarz
  - Anna Surówka-Pasek, polska prawnik, urzędniczka państwowa
  - Erno Vuorinen, fiński gitarzysta, członek zespołu Nightwish
- 25 czerwca:
  - Rafał Libera, polski judoka
  - Aramis Ramírez, dominikański baseballista
  - Andrij Raspopow, ukraiński piłkarz
  - Raouia Rouabhia, algierska siatkarka
- 26 czerwca:
  - Krzysztof Łapiński, polski samorządowiec, polityk, poseł na Sejm RP
  - Ákos Braun, węgierski judoka
- 27 czerwca:
  - Apparat, niemiecki twórca i wykonawca muzyki elektronicznej
  - Fadel Brahami, algierski piłkarz
  - Agata Karczmarzewska-Pura, polska siatkarka
  - Ina Menzel, niemiecka biathlonistka
  - Marc Terenzi, amerykański muzyk, piosenkarz, model
- 28 czerwca:
  - Surina de Beer, południowoafrykańska tenisistka
  - Michal Biran, izraelska politolog, polityk
  - Katarzyna Jungowska, polska aktorka, reżyserka
  - Rafał Kołaciński, polski kompozytor, producent muzyczny
  - Jarosław Rabczenko, polski samorządowiec, członek zarządu województwa dolnośląskiego
- 29 czerwca:
  - Lorgio Álvarez, boliwijski piłkarz
  - Magdalena Salik, polska dziennikarka, pisarka fantasy
  - Nicole Scherzinger, amerykańska wokalistka, członkini zespołu The Pussycat Dolls
  - Dirk Schrade, niemiecki jeździec sportowy
  - Paweł Sobczak, polski piłkarz
- 30 czerwca:
  - Dinaw Mengestu, amerykański pisarz, dziennikarz pochodzenia etiopskiego
  - Olga Samulenkowa, rosyjska wioślarka
- 2 lipca:
  - Kossi Agassa, togijski piłkarz, bramkarz
  - Diana Ghurckaia, gruzińska piosenkarka
  - Julie Night, amerykańska aktorka pornograficzna
  - Jüri Ratas, estoński polityk, premier Estonii
  - Owain Yeoman, brytyjski aktor
- 3 lipca:
  - Gianluca Barattolo, włoski wioślarz
  - Anita Buri, szwajcarska modelka, prezenterka
  - Kim Kirchen, luksemburski kolarz szosowy
  - Jesse Leach, amerykański muzyk, wokalista, członek zespołów: Killswitch Engage, The Empire Shall Fall i Times of Grace
  - Mizuki Noguchi, japońska lekkoatletka, maratonka
  - Jurij Tichonow, białoruski szachista
- 4 lipca:
  - Marcos Daniel, brazylijski tenisista
  - Agnieszka Dulęba-Kasza, polska aktorka
  - Renato Felizardo, brazylijski siatkarz
  - Peter Mankoč, słoweński pływak
  - Fatima Moreira de Melo, holenderska hokeistka na trawie pochodzenia portugalskiego
  - Becki Newton, amerykańska aktorka
- 5 lipca:
  - Darine Hamze, libańska aktorka, poetka
  - Andreas Johansson, szwedzki piłkarz
  - Britta Oppelt, niemiecka wioślarka
  - Allan Simonsen, duński kierowca wyścigowy (zm. 2013)
  - Krzysztof Staniec, polski siatkarz
- 6 lipca:
  - António Aguilar, portugalski rugbysta
  - Adam Busch, amerykański aktor
  - Tamera Mowry, amerykańska aktorka
  - Tia Mowry, amerykańska aktorka
- 7 lipca:
  - Marcus Ahlm, szwedzki piłkarz ręczny
  - Chris Andersen, amerykański koszykarz
  - Misia, japońska piosenkarka, producentka muzyczna
  - José Leonardo Morales, wenezuelski piłkarz, bramkarz
  - Alexis Rodríguez, kubański i azerski zapaśnik
- 8 lipca:
  - Sylwia Bukowicka, polska taterniczka, alpinistka, himalaistka, podróżniczka
  - Robert Burneika, litewski kulturysta, zawodnik MMA
  - Agata Kryska-Ziętek, polska aktorka niezawodowa
  - Urmas Rooba, estoński piłkarz
- 9 lipca:
  - Aryam Abreu Delgado, kubański szachista, trener
  - Kyle Davis, amerykański aktor
  - Kara Goucher, amerykańska lekkoatletka, biegaczka długodystansowa
  - Jaka Lakovič, słoweński koszykarz
  - Linda Park, amerykańska aktorka pochodzenia koreańskiego
  - Gulnara Samitowa-Gałkina, rosyjska lekkoatletka, biegaczka długodystansowa
- 10 lipca:
  - Ray Kay, norweski reżyser filmowy
  - Christina Roslyng, duńska piłkarka ręczna
  - Nikola Sjekloća, czarnogórski bokser
  - Clarence Vinson, amerykański bokser
- 11 lipca:
  - Cristian Badilla, kostarykański piłkarz
  - Swietłana Ganina, rosyjska tenisistka stołowa
  - Mattias Gustafsson, szwedzki piłkarz ręczny
  - Bruno Julie, maurytyjski bokser
  - Przemysław Marchlewicz, polski przedsiębiorca, samorządowiec, członek zarządu województwa pomorskiego
  - Dechawat Poomjaeng, tajski snookerzysta
  - Massimiliano Rosolino, włoski pływak
  - Charis Yulianto, indonezyjski piłkarz
- 12 lipca:
  - Katrine Fruelund, duńska piłkarka ręczna
  - Topher Grace, amerykański aktor, producent filmowy
  - Ziad Jaziri, tunezyjski piłkarz
  - Liu Tao, chińska aktorka
  - Bjarne Pedersen, duński żużlowiec
  - Michelle Rodriguez, amerykańska aktorka
  - Grzegorz Szymański, polski siatkarz
  - Takahiro Yamamoto, japoński siatkarz
- 13 lipca:
  - Gao Yao, chiński piłkarz
  - Przemysław Gąsiorowicz, polski aktor (zm. 2022)
  - Pelson, polski raper, producent muzyczny
  - Tatiana Vilhelmová, czeska aktorka
- 14 lipca – Roger Grimau, hiszpański koszykarz, trener
- 15 lipca – Przemysław Wipler, polski polityk, poseł na Sejm RP
- 16 lipca:
  - Krzysztof Kłosek, polski muzyk, kompozytor, wokalista, członek zespołów: Horrorscope, Black From The Pit, Darzamat, Thorn. S i Killjoy
  - Magali Luyten, belgijska wokalistka, członkini zespołu Beautiful Sin
- 17 lipca:
  - Ricardo Arona, brazylijski grappler i zawodnik MMA
  - Line Fruensgaard, duńska piłkarka ręczna
  - Panda Bear, amerykański artysta eksperymentalny
  - Émilie Simon, francuska piosenkarka, multiinstrumentalistka, producentka muzyczna
  - Katharine Towne, amerykańska aktorka
  - Anna Zatonskih, ukraińsko-amerykańska szachistka
- 18 lipca:
  - Tomas Danilevičius, litewski piłkarz
  - Radosław Lubczyk, polski stomatolog, polityk, poseł na Sejm RP
  - Alejandra Meza, meksykańska lekkoatletka, tyczkarka
  - Virginia Raggi, włoska działaczka samorządowa, polityk, burmistrz Rzymu
  - Mélissa Theuriau, francuska dziennikarka i prezenterka telewizyjna
- 20 lipca:
  - Daniił Burkienia, rosyjski lekkoatleta, trójskoczek
  - Pawieł Daciuk, rosyjski hokeista
  - Tomáš Drucker, słowacki menedżer, polityk
  - Ana Durłowski, północnomacedońska śpiewaczka operowa
  - Ertuğrul Ergezen, turecki bokser
  - Charlie Korsmo, amerykański aktor
  - Tamsyn Lewis, australijska lekkoatletka, biegaczka średniodystansowa
  - Ronny Listner, niemiecki bobsleista
  - Andrus Murumets, estoński trójboista siłowy, strongman
  - Jean-Claude Scherrer, szwajcarski tenisista
  - Will Solomon, amerykański koszykarz
  - Adam Szustak, polski prezbiter katolicki, dominikanin, wędrowny kaznodzieja, duszpasterz akademicki, youtuber
- 21 lipca:
  - Nasir Al-Hatam, iracki tenisista (zm. 2006)
  - Justin Bartha, amerykański aktor, scenarzysta i producent filmowy, telewizyjny i teatralny
  - Josh Hartnett, amerykański aktor, producent filmowy pochodzenia szwedzkiego
  - Kyōko Iwasaki, japońska pływaczka
  - Marek Koziarczyk, polski aktor
  - Davor Kus, chorwacki koszykarz
  - Damian Marley, jamajski muzyk i wokalista reggae, dancehall i ragga
  - Serhij Warłamow, ukraiński hokeista
- 22 lipca:
  - Biesłan Barcyc, abchaski polityk, premier Abchazji
  - A.J. Cook, kanadyjska aktorka
  - Klaudiusz Hirsch, polski futsalista, trener
  - Dennis Rommedahl, duński piłkarz
  - Ishe Smith, amerykański bokser
- 23 lipca:
  - Stuart Elliott, północnoirlandzki piłkarz
  - Lauren Groff, amerykańska pisarka
  - Julia Kolberger, polska aktorka, reżyserka filmowa
  - Heather Moyse, kanadyjska rugbystka, bobsleistka, kolarka torowa
  - Stefanie Sun, singapurska piosenkarka
  - Irene Timmers, holenderska lekkoatletka, tyczkarka
  - Takashi Yamamoto, japoński pływak
- 25 lipca:
  - Louise Brown, brytyjska urzędniczka pocztowa, pierwsze dziecko urodzone z zapłodnienia in vitro
  - Thomas Sowunmi, węgierski piłkarz pochodzenia nigeryjskiego
- 26 lipca:
  - Kevin Kim, amerykański tenisista
  - Oleg Kwasza, rosyjski hokeista
  - Jehad Muntasser, libijski piłkarz
  - Massimo Ugolini, sanmaryński polityk
  - Jelena Zarubina, rosyjska siatkarka
- 27 lipca:
  - Kristoffer Gildenlöw, szwedzki muzyk, kompozytor, wokalista, członek zespołów: Pain of Salvation, Dial, The Shadow Theory i Epysode
  - Magdalena Różczka, polska aktorka
  - Dmitrij Upper, kazachski hokeista pochodzenia niemieckiego
  - Tanja Wenzel, niemiecka aktorka
- 28 lipca – Antony Warmbold, niemiecki kierowca rajdowy
- 29 lipca:
  - Nick Oshiro, amerykański perkusista, członek zespołu Static-X
  - Marcin Różalski, polski zawodnik sportów walki
  - Stefan (Šarić), serbski biskup prawosławny
  - Marta Walesiak, polska aktorka
- 30 lipca:
  - Delphine Guehl, francuska piłkarka ręczna
  - Adrien Hardy, francuski wioślarz
  - Julcimar, brazylijski piłkarz
  - Nikema Williams, amerykańska polityk, kongreswoman
- 31 lipca:
  - Will Champion, brytyjski perkusista, członek zespołu Coldplay
  - Jacek Nagłowski, polski reżyser, scenarzysta i producent filmowy
  - Michał Śledziński, polski rysownik i scenarzysta komiksowy
  - Tui T. Sutherland, wenezuelska autorka książek dla dzieci
  - Justin Wilson, brytyjski kierowca wyścigowy (zm. 2015)
- 3 sierpnia:
  - Małgorzata Tomporek, polska koszykarka
  - Patrice Abanda, kameruński piłkarz
  - Rati Aleksidze, gruziński piłkarz
  - Collin Benjamin, namibijski piłkarz
  - Juan Carlos Higuero, hiszpański lekkoatleta, średniodystansowiec
  - Leslie Holligan, gujański piłkarz (zm. 2007)
  - Mariusz Jop, polski piłkarz, trener
  - Michał Przybylski, polski piłkarz ręczny, trener
  - Shanelle Workman, amerykańska aktorka
- 4 sierpnia – Agnė Eggerth, litewska lekkoatletka, sprinterka
- 5 sierpnia:
  - Cosmin Bărcăuan, rumuński piłkarz
  - Dorin Chirtoacă, mołdawski polityk
  - Rita Faltoyano, węgierska aktorka pornograficzna
  - Kim Gevaert, belgijska lekkoatletka, sprinterka
  - Harel Lewi, izraelski tenisista
  - Dmitrij Szepiel, rosyjski łyżwiarz szybki
  - Patricia Wartusch, austriacka tenisistka
- 6 sierpnia:
  - Rotson Kilambe, zambijski piłkarz
  - Marisa Miller, amerykańska modelka
- 8 sierpnia:
  - Dmitrij Bułankin, rosyjski żużlowiec
  - Piotr Cieśliński, polski samorządowiec, polityk, poseł na Sejm RP
  - Radek Kalod, czeski szachista
  - Alan Maybury, irlandzki piłkarz
  - Werica Nedeska, macedońska aktorka
  - Brent Rahim, trynidadzko-tobagijski piłkarz
  - Aleksiej Rastworcew, rosyjski piłkarz ręczny
  - Louis Saha, francuski piłkarz
  - Massamasso Tchangai, togijski piłkarz (zm. 2010)
  - Bertin Tomou, kameruński piłkarz
- 9 sierpnia:
  - Daniela Denby-Ashe, brytyjska aktorka pochodzenia polskiego
  - Johan Fano, peruwiański piłkarz
  - Toni Kallio, fiński piłkarz
  - Wesley Sonck, belgijski piłkarz
  - Wanczo Trajanow, macedoński piłkarz
  - Piotr Wilczewski, polski bokser, trener
- 10 sierpnia:
  - Danny Allsopp, australijski piłkarz
  - Andreas Blomqvist, szwedzki basista, członek zespołu Seventh Wonder
  - Marcus Fizer, amerykański koszykarz
  - Magdalena Margulewicz, polska aktorka
  - Oliver Petszokat, niemiecki aktor, piosenkarz, komik, prezenter telewizyjny
  - Uriel del Toro, meksykański aktor, piosenkarz, model
  - Bart Wellens, belgijski kolarz przełajowy
- 12 sierpnia:
  - Shiho Nakashima, japońska snowboardzistka
  - Katarzyna Piasecka, polska artystka kabaretowa, aktorka, konferansjerka, autorka tekstów
- 14 sierpnia – Artur Cieciórski, polski tancerz, znany z udziału w programie „You can dance – po prostu tańcz!”
- 15 sierpnia:
  - Chris Brown, bahamski lekkoatleta, sprinter
  - Jens Gaiser, niemiecki kombinator norweski
  - Sander Gommans, holenderski gitarzysta, członek zespołu After Forever
  - Saliou Lassissi, iworyjski piłkarz
  - Paweł Lisiecki, polski polityk i samorządowiec, poseł na Sejm RP
  - Lilija Podkopajewa, ukraińska gimnastyczka
  - Kerri Walsh Jennings, amerykańska siatkarka plażowa
- 16 sierpnia:
  - Elina Danielian, ormiańska szachistka
  - Fu Mingxia, chińska skoczkini do wody
  - Eddie Gill, amerykański koszykarz
  - Marco Innocenti, włoski strzelec sportowy
  - Marcin Pabierowski, polski samorządowiec, prezydent Zielonej Góry
- 17 sierpnia:
  - Mehdi Baala, francuski lekkoatleta, długodystansowiec pochodzenia algierskiego
  - Quique De Lucas, hiszpański piłkarz
  - Jelena Karleuša, serbska piosenkarka
  - Agnieszka Kosmatka, polska siatkarka
  - Vibeke Stene, norweska wokalistka, nauczycielka śpiewu
- 18 sierpnia:
  - Dana Cervantes, hiszpańska lekkoatletka, tyczkarka
  - Siarhiej Cichanouski, białoruski bloger, polityk opozycyjny
  - Jonathan Guilmette, kanadyjski łyżwiarz szybki
  - Marek Jiras, czeski kajakarz górski
  - Sofiane Melliti, tunezyjski piłkarz
  - Andy Samberg, amerykański aktor, komik
  - Frederico Sousa, portugalski rugbysta
- 19 sierpnia:
  - Walter Baseggio, belgijski piłkarz pochodzenia włoskiego
  - Michelle Borth, amerykańska aktorka
  - Lucas Dolega, francusko-niemiecki fotoreporter (zm. 2011)
  - Lorenzo Parra, wenezuelski bokser
  - Dariusz Prosiecki, polski dziennikarz
  - Arkadiusz Rygielski, polski gitarzysta
- 20 sierpnia:
  - Alberto Martín, hiszpański tenisista
  - Luis Enrique Martínez, kolumbijski piłkarz, bramkarz
  - Jacek Popek, polski piłkarz
  - Jelena Rieznik, kazachska lekkoatletka, tyczkarka
  - Krzysztof Roszyk, polski koszykarz
- 21 sierpnia:
  - Therese Bohman, szwedzka pisarka, dziennikarka
  - Leonardo Brzezicki, argentyński aktor, reżyser i montażysta filmowy
  - Bhoomika Chawla, indyjska aktorka
  - Jesús España, hiszpański lekkoatleta, długodystansowiec
  - Chiara Gazzoli, włoska piłkarka
  - Alan Lee, irlandzki piłkarz
  - Olimpia Tomczyk-Iwko, polska polityk, przedsiębiorca, wicewojewoda lubuski
  - Annika Wiel Fredén, szwedzka piłkarka ręczna
- 22 sierpnia:
  - Kutre Dulecha, etiopska lekkoatletka, biegaczka długodystansowa
  - Nicolas Osseland, francuski łyżwiarz figurowy, trener
  - Jeff Stinco, kanadyjski gitarzysta, członek zespołu Simple Plan
- 23 sierpnia:
  - Kobe Bryant, amerykański koszykarz (zm. 2020)
  - Julian Casablancas, amerykański muzyk rockowy, wokalista zespołu The Strokes
- 26 sierpnia:
  - Paulo César Arruda Parente, brazylijski piłkarz
  - Madżid Chodaji, irański zapaśnik
  - Hestrie Cloete, południowoafrykańska lekkoatletka, skoczkini wzwyż
  - Rafał Naskręt, polski piłkarz
  - Amanda Schull, amerykańska aktorka
- 27 sierpnia:
  - Sebastian Haseney, niemiecki kombinator norweski
  - Susy Kane, brytyjska aktorka, piosenkarka, scenarzystka
  - Franck Queudrue, francuski piłkarz
- 28 sierpnia:
  - Ralf Bartels, niemiecki lekkoatleta, kulomiot
  - Andrea Dutoit, amerykańska lekkoatletka, tyczkarka
  - Pablo Echenique-Robba, hiszpański fizyk, polityk pochodzenia argentyńskiego
  - Mirko Englich, niemiecki zapaśnik
  - Mariusz Haładyj, polski prawnik, polityk, wiceminister
  - Jess Margera, amerykański perkusista, członek zespołów: CKY, Viking Skull(inne języki), The Company Band, Foreign Objects(inne języki) i Gnarkill(inne języki)
  - Steve Mesler, amerykański bobsleista
  - Grzegorz Sudoł, polski lekkoatleta, chodziarz
  - Izumi Yamada, japońska skoczkini narciarska
- 29 sierpnia:
  - Déborah Anthonioz, francuska snowboardzistka
  - Volkan Arslan, turecki piłkarz
  - Celestine Babayaro, nigeryjski piłkarz
  - Jens Boden, niemiecki łyżwiarz szybki
  - Jérémie Elkaïm, francuski aktor, scenarzysta filmowy
  - Timo Rost, niemiecki piłkarz
  - Arkadiusz Wiśniewski, polski samorządowiec, prezydent Opola
- 30 sierpnia:
  - Paulina Bisztyga, polska piosenkarka, kompozytorka, poetka, dziennikarka radiowa
  - Wasilij Chamutouski, białoruski piłkarz, bramkarz
  - Jenny Dryburgh, nowozelandzka lekkoatletka, tyczkarka
  - Serkan Erdoğan, turecki koszykarz
  - Fərrux İsmayılov, azerski piłkarz
  - Jon Hyon-guk, południowokoreański zapaśnik
  - Agnieszka Rabka, polska siatkarka
  - Maksim Shatskix, uzbecki piłkarz
  - Swetosław Todorow, bułgarski piłkarz
  - Leonel Vielma, wenezuelski piłkarz
- 31 sierpnia:
  - Philippe Christanval, francuski piłkarz
  - Mike Erwin, amerykański aktor
  - Marcin Koczot, polski wokalista
  - Sebastian Kudas, polski rysownik, ilustrator, scenograf
  - Hoda Lattaf, francuska piłkarka
  - Duncan Ochieng, kenijski piłkarz, bramkarz
  - Sandis Valters, łotewski koszykarz
  - Wojciech Wrochna, polski prawnik, polityk, sekretarz stanu
- 2 września:
  - Ewa Kołodziej, polska działaczka samorządowa, polityk, poseł na Sejm RP
  - Tatiana Okupnik, polska piosenkarka, autorka tekstów, kompozytorka
  - Deniss Romanovs, łotewski piłkarz, bramkarz
- 3 września:
  - Carmen Amariei, rumuńska piłkarka ręczna
  - Terje Bakken, norweski muzyk black metalowy, członek zespołu Windir (zm. 2004)
  - Mikko Esko, fiński siatkarz
  - Ali Ezzine, marokański lekkoatleta, długodystansowiec
  - Nichole Hiltz, amerykańska aktorka
  - Tinkara Kovač, słoweńska piosenkarka, autorka tekstów, kompozytorka
  - Michal Rozsíval, czeski hokeista
  - Karina Seweryn, polska aktorka
  - Nick Wechsler, amerykański aktor
- 4 września:
  - Wes Bentley, amerykański aktor
  - Borys Szyc, polski aktor
- 5 września:
  - Laura Bertram, kanadyjska aktorka
  - Władisław Borisow, rosyjski kolarz szosowy i torowy
  - Numon Hakimow, tadżycki piłkarz
  - Chris Hipkins, nowozelandzki polityk, premier Nowej Zelandii
  - Marcin Pągowski, polski pisarz fantasy
  - Agnieszka Stulgińska, polska kompozytorka
  - Zhang Zhong, chiński szachista
- 6 września:
  - Cisco Adler, amerykański muzyk, wokalista, członek zespołu Whitestarr
  - Süreyya Ayhan, turecka lekkoatletka, biegaczka średniodystansowa
  - Foxy Brown, amerykańska raperka
  - Natalia Cigliuti, amerykańska aktorka
  - Krum Donczew, bułgarski kierowca rajdowy
  - Alice Freeman, brytyjska wioślarka
  - Coco Miller, amerykańska koszykarka
  - Kelly Miller, amerykańska koszykarka
  - Homare Sawa, japońska piłkarka
- 9 września – Shane Battier, amerykański koszykarz
- 10 września – Ramūnas Šiškauskas, litewski koszykarz
- 11 września:
  - Pablo Contreras, chilijski piłkarz
  - Mirko Poledica, serbski piłkarz
  - Emil Rajkoviḱ, macedoński koszykarz, trener
  - Brian Siders, amerykański trójboista siłowy, strongman
  - Else-Marthe Sørlie-Lybekk, norweska piłkarka ręczna
  - Dejan Stanković, serbski piłkarz
  - Tom Stallard, brytyjski wioślarz
- 12 września:
  - Elisabetta Canalis, włoska aktorka
  - Fábio Costa de Brito, brazylijski piłkarz
  - Lukáš Došek, czeski piłkarz
  - Tomáš Došek, czeski piłkarz
  - Marko Jarić, serbski koszykarz
  - Benjamin McKenzie, amerykański aktor
  - Michael Paget, brytyjski gitarzysta, członek zespołu Bullet for My Valentine
- 13 września:
  - Dżarglyn Erdentülchüür, mongolski biegacz narciarski, olimpijczyk
  - Artur Kosicki, polski prawnik, samorządowiec, marszałek województwa podlaskiego
- 14 września:
  - Alexander Aas, norweski piłkarz
  - Marcin Bazylak, polski samorządowiec, prezydent Dąbrowy Górniczej
  - Ron DeSantis, amerykański polityk, kongresmen, gubernator Florydy
  - Carmen Kass, estońska modelka
  - Dariusz Łatka, polski piłkarz
  - Joanna Mihułka, polska polityk, poseł na Sejm RP
  - Silvia Navarro, meksykańska aktorka
  - Krzysztof Pecyna, polski żużlowiec
  - Mario Regueiro, urugwajski piłkarz
  - Teddy Park, koreańsko-amerykański raper
  - Elisabeth Willeboordse, holenderska judoczka
  - Charlie Winston, brytyjski muzyk, piosenkarz
  - Joanna Mihułka, polska polityk, poseł na Sejm RP
- 15 września – Mahonri Schwalger, samoański rugbysta
- 16 września:
  - Piotr Gacek, polski siatkarz, reprezentant Polski
  - Alina Gorghiu, rumuńska prawnik, polityk
- 17 września – Jacek Sutryk, polski socjolog, samorządowiec, prezydent Wrocławia
- 18 września:
  - Jelena Antonowa, rosyjska wioślarka
  - Martin Ehrenhauser, austriacki polityk
  - Andrius Gedgaudas, litewski piłkarz
  - Tomasz Rospara, polski koszykarz (zm. 2015)
  - Augustine Simo, kameruński piłkarz
- 19 września:
  - Amil, amerykańska raperka
  - Elke Hipler, niemiecka wioślarka
  - Ramin Karimloo, kanadyjski śpiewak musicalowy (tenor) pochodzenia irańskiego
  - Aleksandr Kriestinin, rosyjski piłkarz, trener
  - Manuela Pesko, szwajcarska snowboardzistka
  - Mariano Puerta, argentyński tenisista
- 20 września:
  - Aaron Asquez, gibraltarski piłkarz, trener
  - Jason Bay, kanadyjski baseballista
  - Mansour Boutabout, algierski piłkarz
  - Sarit Chadad, izraelska piosenkarka
  - Andrea Facchin, włoski kajakarz
  - Jean Prahm, amerykańska bobsleistka
  - Krzysztof Sobolewski, polski samorządowiec, polityk, poseł na Sejm RP, sekretarz generalny PiS
  - Charlie Weber, amerykański aktor, model
  - Craig Ziadie, jamajski piłkarz
- 22 września:
  - Nadieżda Alochina, rosyjska lekkoatletka, trójskoczkini
  - Daniella Alonso, amerykańska aktorka
  - Rasoul Chatibi, irański piłkarz
  - Ewa Damięcka, polska piłkarka ręczna
  - Harry Kewell, austalijski piłkarz
  - Mikko Leppilampi, fiński piosenkarz, aktor
- 23 września:
  - Crooked I, amerykański raper
  - Ingrid Jacquemod, francuska narciarka alpejska
  - Keri Lynn Pratt, amerykańska aktorka
  - Tomasz Sokołowski, polski dziennikarz, pisarz
  - Elżbieta Stępień, polska ekonomistka, polityk, poseł na Sejm RP
- 25 września:
  - Waldemar Cucereanu, rumuński bokser
  - Roudolphe Douala, kameruński piłkarz
  - Ricardo Gardner, jamajski piłkarz
  - Akiko Iwamoto, japońska wioślarka
  - Jodie Kidd, brytyjska modelka
  - Irakli Kobachidze, gruziński polityk, premier Gruzji
  - Martin Koukal, czeski biegacz narciarski
  - Rafał Wiechecki, polski ekonomista, adwokat, polityk, poseł na Sejm RP, minister gospodarki morskiej
  - Radosław Wnuk, polski siatkarz
- 26 września:
  - Pascal Borel, niemiecki piłkarz, bramkarz
  - Sara Olsvig, grenlandzka polityk
  - Mārtiņš Rubenis, łotewski saneczkarz
  - Robert Ziębiński, polski dziennikarz, pisarz
- 27 września:
  - Brad Arnold, amerykański perkusista, wokalista, członek zespołu 3 Doors Down
  - Ani Lorak, ukraińska piosenkarka
  - Ana Nikolić, serbska piosenkarka
  - Mihaela Ursuleasa, rumuńska pianistka (zm. 2012)
- 28 września:
  - Paulina Boenisz, polska pięcioboistka nowoczesna
  - Bushido, niemiecki raper pochodzenia tunezyjskiego
  - Peter Cambor, amerykański aktor
  - Marzena Godecki, polsko-australijska aktorka
  - Václav Jiráček, czeski aktor, scenarzysta telewizyjny i filmowy
  - Witalij Nowopaszyn, kazachski hokeista
  - Phạm Hùng Dũng, wietnamski piłkarz
  - Krzysztof Prałat, polski aktor
  - Pastora Soler, hiszpańska piosenkarka, kompozytorka, autorka tekstów
- 29 września:
  - Marta Chrust-Rożej, polska lekkoatletka, sprinterka i płotkarka
  - Karel Klaver, holenderski hokeista na trawie
  - Jaime Lozano, meksykański piłkarz
  - Mun In-guk, północnokoreański piłkarz
  - Kurt Nilsen, norweski piosenkarz
  - Urszula Nowogórska, polska działaczka samorządowa, polityk, posłanka na Sejm RP
  - Karen Putzer, włoska narciarka alpejska
- 30 września:
  - Małgorzata Glinka-Mogentale, polska siatkarka
  - Juan Magán, hiszpański raper, piosenkarz, didżej, producent muzyczny
  - Róbinson Zapata, kolumbijski piłkarz, bramkarz
  - Darius Žutautas, litewski piłkarz
- 1 października:
  - Caroline Calvé, kanadyjska snowboardzistka
  - Renata Fodor, węgierska szpadzistka
  - Małgorzata Szapował, polska aktorka, artystka kabaretowa
- 2 października:
  - Ayumi Hamasaki, japońska piosenkarka
  - Kachaber Mżawanadze, gruziński piłkarz
  - Yutaka Niida, japoński bokser
  - Dorota Staszewska, polska żeglarka sportowa
  - Sławomir Szmal, polski piłkarz ręczny, bramkarz
  - Sławomir Szmal, polski piłkarz ręczny
- 4 października:
  - Phillip Glasser, amerykański aktor, producent filmowy
  - Alexander Herr, niemiecki skoczek narciarski
  - Alfonso Pinto, włoski bokser
  - Telisha Shaw, amerykańska aktorka, tancerka, piosenkarka
  - Aleksandra Wasilkowska, polska artystka, architekt
- 5 października:
  - Jürgen Brähmer, niemiecki bokser
  - Prince Ikpe Ekong, nigeryjski piłkarz
  - Miguel Llanes Hurtado, hiszpański szachista
  - Hamad Ndikumana, rwandyjski piłkarz (zm. 2017)
  - Sara Rubinstein-Korzonkowska, polska pisarka, dramatopisarka, malarka, reżyserka pochodzenia źydowskiego
  - James Valentine, amerykański gitarzysta, członek zespołu Maroon 5
- 6 października:
  - Emilia Dżingarowa, bułgarska szachistka
  - Ricky Hatton, brytyjski bokser
  - Carl Hoefkens, belgijski piłkarz
  - Phillip Jeanmarie, amerykański aktor
  - Liu Yang, chińska pilotka wojskowa, tajkonautka
  - Xia Yu, chiński aktor
- 7 października:
  - Alesha Dixon, brytyjska piosenkarka, autorka tekstów
  - Omar Benson Miller, amerykański aktor
  - Yukta Mookhey, indyjska modelka, aktorka, zwyciężczyni konkursu Miss World
  - Simon Schoch, szwajcarski snowboardzista
- 8 października – Vincent Dreyer, namibijski rugbysta i trener
- 9 października:
  - Nicky Byrne, irlandzki muzyk, wokalista, członek zespołu Westlife
  - Juan Dixon, amerykański koszykarz
  - Tarek El-Sayed, egipski piłkarz
  - Oscar Ewolo, kongijski piłkarz
  - Kristian Kolby, duński kierowca wyścigowy
  - Kristy Kowal, amerykańska pływaczka pochodzenia polskiego
  - Emma McClarkin, brytyjska polityk, eurodeputowana
  - Lee McConnell, brytyjska lekkoatletka, sprinterka
  - Andrea McEwan, australijska aktorka, piosenkarka
  - Sven Simon, niemiecki prawnik, polityk, eurodeputowany
  - Randy Spelling, amerykański aktor
  - Anna Turley, brytyjska polityk
- 10 października:
  - Caroline Meyer, nowozelandzka wioślarka
  - Georgina Earl, nowozelandzka wioślarka
  - George Mallia, maltański piłkarz
  - Artur Nowaczewski, polski poeta, krytyk literacki
  - Jodi Lyn O’Keefe, amerykańska aktorka
  - Matt Roberts, amerykański gitarzysta, członek zespołu 3 Doors Down (zm. 2016)
- 11 października – Katarzyna Kępka, polska prawniczka, urzędnik państwowy
- 12 października:
  - Georg Hettich, niemiecki kombinator norweski
  - Felix Klare, niemiecki aktor
  - Manuczar Kwirkwelia, gruziński zapaśnik
  - Inna Matwiejewa, kazachska siatkarka
  - George Japtheth Waweru, kenijski piłkarz
  - Rostisław Wygranienko, polski organista pochodzenia ukraińskiego
  - Artur Ziętek, polski porucznik pilot (zm. 2010)
  - Žarko Galjanić, chorwacki biathlonista
- 13 października:
  - Norberto Araujo, ekwadorski piłkarz pochodzenia argentyńskiego
  - Binia Feltscher, szwajcarska curlerka
  - Marie Ferdinand-Harris, amerykańska koszykarka
  - Markus Heikkinen, fiński piłkarz
  - Anna Matuszewska, polska koszykarka
  - Gisbel Morales, kubański piłkarz
  - Jermaine O’Neal, amerykański koszykarz
  - Jan Šimák, czeski piłkarz
- 14 października – Allison Forsyth, kanadyjska narciarka alpejska
- 15 października:
  - Boško Balaban, chorwacki piłkarz
  - Ludmiła Bodnijewa, rosyjska piłkarka ręczna
  - Paulina Chylewska, polska dziennikarka i prezenterka telewizyjna
  - Olga Fadiejewa, białorusko-rosyjska aktorka
  - Kenneth Klev, norweski piłkarz ręczny
  - Patricio Urrutia, ekwadorski piłkarz
- 16 października – Tomasz Bujok, polski samorządowiec, burmistrz Wisły
- 17 października:
  - Milagros Cabral, dominikańska siatkarka
  - Lars Hirschfeld, kanadyjski piłkarz, bramkarz pochodzenia niemieckiego
  - Pablo Iglesias Turrión, hiszpański politolog, wykładowca akademicki, prezenter telewizyjny, polityk
  - Kevin Lisbie, jamajski piłkarz
- 18 października:
  - Marcus Coloma, amerykański aktor, muzyk pochodzenia włosko-hawajskiego
  - Wesley Jonathan, amerykański aktor
  - Dağhan Külegeç, turecki aktor, model
  - Kotomi Kyōno, japońska aktorka, piosenkarka
  - Olivia Lewis, maltańska piosenkarka
- 19 października:
  - Amir Bagheri, irański szachista
  - Ruslan Chagayev, uzbecki bokser pochodzenia tatarskiego
  - Clint Hill, angielski piłkarz
  - Dominika Maciaszczyk, polska piłkarka
  - Takui Nakajima, japoński piosenkarz
  - Nicolás Peric, chilijski piłkarz, bramkarz pochodzenia chorwackiego
  - Henri Sorvali, fiński gitarzysta, klawiszowiec, członek zespołów: Moonsorrow i Finntroll
- 20 października:
  - George Abbey, nigeryjski piłkarz
  - Geert Cirkel, holenderski wioślarz
  - Venke Knutson, norweska piosenkarka
  - Mike Levin, amerykański polityk, kongresmen
  - Svatoslav Ton, czeski lekkoatleta, skoczek wzwyż
- 21 października:
  - Joanna Dworakowska, polska szachistka (zm. 2024)
  - Will Estes, amerykański aktor
  - Joey Harrington(inne języki), amerykański futbolista
  - Monique Wismeijer, holenderska siatkarka
- 22 października:
  - Christoffer Andersson, szwedzki piłkarz
  - Chaswe Nsofwa, zambijski piłkarz (zm. 2007)
  - Dorota Pykosz, polska siatkarka
  - Michał Rachoń, polski koszykarz, dziennikarz
  - Marcin Styczeń, polski piosenkarz, kompozytor, autor tekstów, dziennikarz, lektor
  - Zuzanna Szadkowski, amerykańska aktorka pochodzenia polskiego
- 23 października:
  - Jimmy Bullard, angielski piłkarz
  - Jana Dementjewa, ukraińska wioślarka
  - Archie Thompson, australijski piłkarz
  - Wang Nan, chińska tenisistka stołowa
- 24 października:
  - Mire Chatman, amerykański koszykarz
  - Carlos Edwards, trynidadzko-tobagijski piłkarz
  - James Hopes, australijski krykiecista
  - Szilvia Szabó, węgierska kajakarka
- 25 października:
  - Ahn Young-hak, północnokoreański piłkarz
  - Russell Anderson, szkocki piłkarz
  - Przemysław Cichoń, polski piłkarz
  - Eleonora Dziękiewicz, polska siatkarka
  - Zachary Knighton, amerykański aktor
  - Robert Mambo Mumba, kenijski piłkarz
  - Matt Shirvington, australijski lekkoatleta, sprinter
  - Metody (Zajcew), rosyjski biskup prawosławny
- 26 października:
  - Ewa Kaili, grecka dziennikarka, polityk
  - Marcin Krawczyk, polski aktor
  - Adriana Porowska, polska działaczka społeczna, minister
  - Salim Sdiri, francuski lekkoatleta, skoczek w dal pochodzenia tunezyjskiego
  - Tetiana Szynkarenko, ukraińska piłkarka ręczna
- 27 października:
  - John Capel, amerykański lekkoatleta, sprinter
  - Bora Dagtekin, turecko-niemiecki aktor, scenarzysta filmowy i telewizyjny
  - Gylfi Einarsson, islandzki piłkarz
  - Manami Konishi, japońska aktorka, piosenkarka, modelka
  - Vanessa-Mae, brytyjska skrzypaczka, kompozytorka
  - Siergiej Samsonow, rosyjski hokeista
  - Tom Vandendriessche, belgijski i flamandzki polityk, eurodeputowany
  - Jhon Viáfara, kolumbijski piłkarz
  - David Walton, amerykański aktor
- 28 października:
  - Tyondai Braxton, amerykański kompozytor i muzyk[3]
  - Gwendoline Christie, brytyjska aktorka
  - Łukasz Pilch, polski gitarzysta, członek zespołu Budka Suflera
  - Marietje Schaake, holenderska polityk, eurodeputowana
- 30 października:
  - Magdalena Fronczewska, polska piosenkarka
  - Ko Jong-soo, południowokoreański piłkarz
  - Matthew Morrison, amerykański piosenkarz, aktor
  - Elisângela Oliveira, brazylijska siatkarka
  - Péter Szijjártó, węgierski polityk
- 1 listopada:
  - Selma Ergeç, turecko-niemiecka aktorka, modelka, psycholog
  - Jeremy Glazer, amerykański aktor, scenarzysta i producent filmowy i telewizyjny
  - Danny Koevermans, holenderski piłkarz
  - Abdeslam Ouaddou, marokański piłkarz
  - Lázaro Ramos, brazylijski aktor
  - Anna Sarajewa, rosyjska judoczka
  - Mary Kate Schellhardt, amerykańska aktorka
  - Bermane Stiverne, kanadyjski bokser
- 2 listopada:
  - Christian Gyan, ghański piłkarz (zm. 2021)
  - Wiktorija Jermoljewa, ukraińska pianistka
  - Avard Moncur, bahamski lekkoatleta, sprinter
  - Noah Ngeny, kenijski lekkoatleta, średniodystansowiec
  - Alexander Östlund, szwedzki piłkarz
- 3 listopada:
  - Jaime Herrera Beutler, amerykańska polityk, kongreswoman ze stanu Waszyngton
  - Siergiej Mowsesjan, ormiański szachista
  - Daniel Vaca, boliwijski piłkarz, bramkarz
- 4 listopada:
  - Jan Hamáček, czeski polityk
  - Walentina Igoszyna, rosyjska pianistka
  - Agata Polic, polska wokalistka punk rockowa
  - Adrian Put, polski duchowny rzymskokatolicki, biskup pomoczniczy zielonogórsko-gorzowski
  - Francesco Testi, włoski aktor
  - Miha Valič, słoweński biolog, wspinacz (zm. 2008)
- 5 listopada:
  - Michalis Chadzijanis, grecki piosenkarz, kompozytor
  - Anne Deluntsch, francuska zapaśniczka
  - Tina George, amerykańska zapaśniczka
  - Paulina Kaczanow, polska dziennikarka, publicystka
  - Wojciech Ołtarzewski, polski kick-boxer
  - Tomasz Stańczyk, polski żeglarz sportowy
  - Xavier Tondó, hiszpański kolarz szosowy (zm. 2011)
- 6 listopada:
  - Daniela Cicarelli, brazylijska modelka, prezenterka telewizyjna
  - Bruno Fernandes, piłkarz z Gwinei Bissau
  - Taryn Manning, amerykańska aktorka, piosenkarka, projektantka mody
  - Savanté Stringfellow, amerykański lekkoatleta, skoczek w dal
- 7 listopada:
  - Daniel Pawłowiec, polski dziennikarz, polityk, poseł na Sejm RP
  - Jiří Štěpán, czeski historyk, polityk, hetman kraju kralovohradeckiego
- 8 listopada:
  - Jennifer Banko, amerykańska aktorka
  - Ewa Cabajewska, polska siatkarka
  - Tim de Cler, holenderski piłkarz
  - Nate Holland, amerykański snowboardzista
  - Ali Karimi, irański piłkarz
  - Shyne, belizeńsko-amerykańsko-izraelski raper
- 10 listopada:
  - AbradAb, polski raper, poeta, producent muzyczny
  - Nadine Angerer, niemiecka piłkarka, bramkarka
  - Eve, amerykańska raperka
  - Ihor Łucenko, ukraiński dziennikarz, polityk
  - Drew McConnell, brytyjski basista, członek zespołu Babyshambles
  - David Paetkau, kanadyjski aktor
  - Bartosz Soćko, polski szachista
- 11 listopada:
  - Michaił Czernow, rosyjski hokeista
  - Erik Edman, szwedzki piłkarz
  - Franco Marvulli, szwajcarski kolarz torowy i szosowy
  - Ludmiła Radczenko, rosyjska modelka, aktorka, prezenterka telewizyjna
  - Jevgēņijs Saproņenko, łotewski gimnastyk
  - Anna Schmidt-Rodziewicz, polska polityk, poseł na Sejm RP
- 12 listopada:
  - Eric Addo, ghański piłkarz
  - Sri Indriyani, indonezyjska sztangistka
  - Alexandra Maria Lara, niemiecka aktorka pochodzenia rumuńskiego
  - Nancy Metcalf, amerykańska siatkarka
  - Dorota Osińska, polska aktorka, piosenkarka
  - Przemysław Pełka, polski komentator sportowy
  - Matt Schnobrich, amerykański wioślarz
- 13 listopada:
  - Petr Mlsna, czeski prawnik, urzędnik państwowy, polityk
  - Shen Xue, chińska łyżwiarka figurowa
- 14 listopada:
  - Michala Banas, nowozelandzka aktorka, piosenkarka pochodzenia australijskiego
  - Esben Lunde Larsen, duński polityk
  - Zoltán Vörös, węgierski kulturysta
- 15 listopada:
  - Miguel Barrera, kolumbijski bokser
  - Mark Chavez, amerykański wokalista pochodzenia meksykańskiego, członek zespołów: Adema i Midnight Panic
  - Samantha Shelton, amerykańska aktorka
  - Zhou Chunxiu, chińska lekkoatletka, biegaczka długodystansowa
- 16 listopada:
  - Ali Aszkani, irański zapaśnik
  - Tomasz Jarzębowski, polski piłkarz
  - Gary Naysmith, szkocki piłkarz
  - Steve Omischl, kanadyjski narciarz dowolny
  - Santiago Peña, paragwajski polityk, prezydent Paragwaju
  - Hideto Tanihara, japoński golfista
  - Xu Nannan, chińska narciarka dowolna
- 17 listopada:
  - Zoë Bell, nowozelandzka aktorka, kaskaderka
  - Theodoro Cochrane, brazylijski aktor
  - Tom Ellis, brytyjski aktor
  - Charles Lota, zambijski piłkarz
  - Rachel McAdams, kanadyjska aktorka
  - Rahim, polski raper, producent muzyczny
  - Andrej Žakelj, słoweński koszykarz
- 18 listopada:
  - Damien Johnson, północnoirlandzki piłkarz
  - Jyothika, indyjska aktorka
  - Aldo Montano, włoski szablista
  - Andris Nelsons, łotewski dyrygent
  - Tomasz Ścigaczewski, polski lekkoatleta, płotkarz
- 19 listopada:
  - Emil Aslan, czeski politolog, badacz stosunków międzynarodowych pochodzenia ormiańskiego
  - Mahé Drysdale, nowozelandzki wioślarz
  - Matt Dusk, kanadyjski piosenkarz, muzyk, kompozytor
  - Michał Dworzyński, polski dyrygent
  - Janek Gwizdala, brytyjski basista jazzowy, kompozytor, producent muzyczny pochodzenia polskiego
  - Eric Nenninger, amerykański aktor
  - Věra Pospíšilová-Cechlová, czeska lekkoatletka, dyskobolka
- 20 listopada:
  - João Manuel Ferreira, portugalski biolog, polityk
  - Kéné Ndoye, senegalska lekkoatletka, skoczkini w dal i trójskoczkini
  - Fran Perea, hiszpański aktor, wokalista
  - Kamil Piroš, czeski hokeista
  - Nadine Velazquez, amerykańska aktorka, modelka pochodzenia portorykańskiego
- 21 listopada:
  - Marta Abramowicz, polska psycholog, badaczka społeczna, reporterka
  - Petra Dallmann, niemiecka pływaczka
  - Patrycja Kotecka, polska dziennikarka
  - Chucks Nwoko, maltański piłkarz pochodzenia nigeryjskiego
  - Paul Urlovic, nowozelandzki piłkarz pochodzenia chorwackiego
- 22 listopada:
  - Mélanie Doutey, francuska aktorka
  - Leo Gregory, brytyjski aktor
  - Magdalena Grzybowska, polska tenisistka
  - Elisabeth Köstinger, austriacka polityk
  - Francis Obikwelu, nigeryjsko-portugalski lekkoatleta, sprinter
  - Karen O, amerykańska wokalistka pochodzenia polsko-koreańskiego, członkini zespołu Yeah Yeah Yeahs
  - Marco Ramstein, szwajcarski curler
  - Jochen Schropp, niemiecki aktor
- 23 listopada:
  - Joachim Fischer Nielsen, duński badmintonista
  - Johnson Macaba, angolski piłkarz
  - Alison Mosshart, amerykańska wokalistka, gitarzystka, członkini zespołów: The Kills i The Dead Weather
  - Robert Sassone, francuski kolarz torowy i szosowy (zm. 2016)
  - Fredrik Sterner, szwedzki snowboardzista
  - Nadieżda Torłopowa, rosyjska pięściarka
  - Terrence Trammell, amerykański lekkoatleta, płotkarz i sprinter
  - Raman Wasiluk, białoruski piłkarz
- 24 listopada:
  - Katherine Heigl, amerykańska aktorka, producentka filmowa
  - Jari Ilola, fiński piłkarz
  - Dmitrij Kiriłłow, rosyjski bokser
- 25 listopada:
  - Joanna Dworaczyk, polska piłkarka ręczna
  - Ayumi Ogasawara, japońska curlerka
  - Mikko Ronkainen, fiński narciarz dowolny
  - Manuel Torres, panamski piłkarz
- 26 listopada – Andrejs Rubins, łotewski piłkarz (zm. 2022)
- 27 listopada:
  - Dawid Ben Dajan, izraelski piłkarz
  - José Iván Gutiérrez, hiszpański kolarz szosowy
  - Jewgienija Isakowa, rosyjska lekkoatletka, płotkarka
  - Jimmy Rollins, amerykański baseballista
  - Tatjana Skotnikowa, rosyjska piłkarka
  - Radek Štěpánek, czeski tenisista
  - The Streets, brytyjski raper
  - Unax Ugalde, hiszpański aktor
  - Tim Yeung, amerykański perkusista metalowy
- 28 listopada – Aimee Garcia, amerykańska aktorka
- 29 listopada:
  - Heather Bown, amerykańska siatkarka
  - Alessandro Fei, włoski siatkarz
  - Lauren German, amerykańska aktorka
  - Anna Hellman, szwedzka snowboardzistka
  - Sofroniusz (Kitajew), rosyjski biskup prawosławny
  - Dimitrios Konstandopulos, grecki piłkarz, bramkarz
  - Ludwika Paleta, polsko-meksykańska aktorka
  - Andrij Worobiej, ukraiński piłkarz
- 30 listopada:
  - Toby Dawson, amerykański narciarz dowolny pochodzenia koreańskiego
  - Pierrick Fédrigo, francuski kolarz szosowy
  - Gael García Bernal, meksykański aktor
  - Maja Szpotańska, polska kierowca i pilotka rajdowa
  - Chris Thompson, amerykański pływak
- 1 grudnia:
  - Bryan Bouffier, francuski kierowca rajdowy
  - Mat Kearney, amerykański piosenkarz, muzyk, kompozytor, autor tekstów
  - Li Weifeng, chiński piłkarz
  - Ximena Rubio, meksykańska aktorka
  - Trygve Slagsvold Vedum, norweski polityk
- 2 grudnia:
  - Cippi Chotoweli, izraelska prawnik, polityk
  - Nelly Furtado, kanadyjska piosenkarka, kompozytorka, autorka tekstów pochodzenia portugalskiego
  - Carla Ortiz, boliwijska aktorka, reżyserka i producentka filmowa, działaczka społeczna
  - Popek, polski raper, wokalista, muzyk, zawodnik MMA
  - Maëlle Ricker, kanadyjska snowboardzistka
  - Louisa Walter, niemiecka hokeistka na trawie
  - Christopher Wolstenholme, brytyjski basista, wokalista, członek zespołu Muse
- 3 grudnia:
  - Daniel Alexandersson, szwedzki piłkarz
  - Katherine Compton, amerykańska kolarka przełajowa i szosowa
  - Sebastian Frycz, polski kierowca rajdowy
  - Ri Song-hui, północnokoreańska sztangistka
  - Jakub Rutnicki, polski polityk, poseł na Sejm RP
  - Trina, amerykańska raperka
- 4 grudnia:
  - Miri Ben-Ari, izraelska skrzypaczka
  - Lars Bystøl, norweski skoczek narciarski
  - Philippe De Backer, belgijski biotechnolog, polityk
  - Bogolep (Honczarenko), ukraiński biskup prawosławny
  - Eagle Kyowa, tajski bokser
  - Chris Terheș, rumuński duchowny greckokatolicki, polityk
- 5 grudnia:
  - Emiliano Ceccatelli, włoski wioślarz
  - Agnieszka Czepukojć, polska judoczka
  - María Guardiola, hiszpańska działaczka, samorządowiec, prezydent Estremadury
  - Peter Hlinka, słowacki piłkarz
  - David Hodges, amerykański muzyk, wokalista, członek zespołów: Evanescence i The Age of Information
  - Olli Jokinen, fiński hokeista
  - Tatiana Kononenko, ukraińska szachistka
  - Mariano Martínez, argentyński aktor, model
  - Szymon Pawłowski, polski ekonomista, polityk, poseł na Sejm RP
  - Irina Tiebienichina, rosyjska siatkarka
  - Marcelo Zalayeta, urugwajski piłkarz
- 6 grudnia:
  - Mão, brazylijski piłkarz plażowy, bramkarz
  - Mijailo Mijailović, szwedzki zamachowiec pochodzenia serbskiego
  - Katalin Pálinger, węgierska piłkarka ręczna, bramkarka
  - Aram Ramazjan, ormiański bokser
- 7 grudnia:
  - Jermaine Boyette, amerykański koszykarz
  - Shiri Appleby, amerykańska aktorka
  - Bajrakitiyabha, tajska księżniczka, prawniczka, działaczka społeczna, dyplomatka
  - David Canal, hiszpański lekkoatleta, sprinter
  - Déborah Gyurcsek, urugwajska lekkoatletka, tyczkarka
  - Kristofer Hivju, norweski aktor, producent i scenarzysta filmowy
  - Mr. Porter, amerykański raper, didżej, producent muzyczny
- 8 grudnia:
  - Magdalena Filiks, polska działaczka społeczna, polityk, poseł na Sejm RP
  - Ville Kantee, fiński skoczek narciarski
  - Tomasz Minkiewicz, polski rysownik i scenarzysta komiksowy, ilustrator, pisarz, satyryk
  - John Oster, walijski piłkarz
  - Samat Smakow, kazachski piłkarz
  - Ian Somerhalder, amerykański aktor, model
- 9 grudnia:
  - Natalja Alimowa, rosyjska siatkarka
  - Gastón Gaudio, argentyński tenisista
  - Jesse Metcalfe, amerykański aktor
  - Tamás Mocsai, węgierski piłkarz ręczny
  - Sisqó, amerykański raper, piosenkarz, aktor
  - Aneta Todorczuk-Perchuć, polska aktorka
- 10 grudnia:
  - Anna Jesień, polska lekkoatletka, płotkarka
  - Łukasz Konarski, polski politolog, samorządowiec, prezydent Zawiercia
  - Summer Phoenix, amerykańska aktorka
  - Daniel Pliński, polski siatkarz
- 11 grudnia:
  - Aleksander Hnydiuk, polski szachista
  - Matthias John, niemiecki kolarz torowy
  - Nadia Styger, szwajcarska narciarka alpejska
- 12 grudnia:
  - Teryn Ashley, amerykańska tenisistka
  - Magdalena Boczarska, polska aktorka
  - Joanna Liszowska, polska aktorka
  - Sanibal Orahovac, czarnogórski piłkarz
  - Jelena Pawłowa, kazachska siatkarka
- 13 grudnia – Żanna Proniczewa, rosyjska siatkarka
- 14 grudnia:
  - Diana Nikitina, estońska lekkoatletka, skoczkini w dal
  - Zdeněk Pospěch, czeski piłkarz
  - Radu Alexei Sârbu(inne języki), mołdawski piosenkarz
  - Patty Schnyder, szwajcarska tenisistka
- 15 grudnia:
  - Hayden Godfrey, nowozelandzki kolarz torowy i szosowy
  - Mark Jansen, holenderski muzyk, wokalista, kompozytor, członek zespołów: After Forever, Epica i Mayan(inne języki)
  - Sujeet Maan, indyjski zapaśnik, zwycięzca Igrzysk Azji Południowej
  - Jagna Marczułajtis-Walczak, polska snowboardzistka, polityk, poseł na Sejm RP
  - Henrieta Nagyová, słowacka tenisistka
  - Christophe Rochus, belgijski tenisista
  - Aleksiej Swirin, rosyjski wioślarz
  - Daýançgylyç Urazow, turkmeński piłkarz
- 16 grudnia:
  - Angelika Fojtuch, polska artystka sztuk wizualnych, performerka, rzeźbiarka
  - Jack Krizmanich, amerykański aktor
  - John Morris, kanadyjski curler
  - James Thompson, brytyjski zawodnik MMA
- 17 grudnia:
  - Krisztina Czakó, węgierska łyżwiarka figurowa
  - Riteish Deshmukh, indyjski aktor
  - Michaił Koklajew, rosyjski sztangista, strongman
  - Jakub Lubowicz, polski kompozytor, aranżer, dyrygent, pianista, producent muzyczny
  - Manny Pacquiao, filipiński bokser
  - Daniele Portanova, włoski piłkarz
  - Neil Sanderson, kanadyjski perkusista, członek zespołu Three Days Grace
  - Chase Utley, amerykański baseballista
- 18 grudnia:
  - Daniel Cleary, kanadyjski hokeista
  - Katie Holmes, amerykańska aktorka
  - Georgina Menheneott, brytyjska wioślarka
  - Anna Powierza, polska aktorka
  - Xandee, belgijska piosenkarka
- 19 grudnia:
  - Gabriel Campillo, hiszpański bokser
  - Chantal Meek, australijska kajakarka pochodzenia brytyjskiego
  - Juan Luis Morera Luna(inne języki), portorykański wokalista, członek duetu Wisin & Yandel
  - Lee-Roy Newton, południowoafrykański lekkoatleta, sprinter
  - Grzegorz Piekarski, polski hokeista
- 20 grudnia:
  - Chris Coyne, australijski piłkarz
  - Armando Estrada, amerykański wrestler, menedżer pochodzenia kubańsko-palestyńskiego
  - Alex Kim, amerykański tenisista
  - Andriej Markow, rosyjski hokeista
  - Magrão, brazylijski piłkarz
  - Dominik Smyrgała, polski historyk, urzędnik państwowy
  - Amanda Swisten, amerykańska aktorka, modelka
  - Bouabdellah Tahri, francuski lekkoatleta, długodystansowiec pochodzenia algierskiego
- 21 grudnia:
  - Emiliano Brembilla, włoski pływak
  - Pablo Chinchilla, kostarykański piłkarz
  - Jewgienija Kulikowska, rosyjska tenisistka
  - Shaun Morgan, południowoafrykański gitarzysta, wokalista, autor tekstów, założyciel zespołu Seether
  - Michał Piela, polski aktor
  - Jackie Stiles, amerykańska koszykarka
  - Tom Vannoppen, belgijski kolarz przełajowy
  - Alexander Wolf, niemiecki biathlonista
- 22 grudnia – Emmanuel Olisadebe, polski piłkarz
- 23 grudnia:
  - Salhate Djamalidine, lekkoatletka z Komorów, płotkarka
  - Aleš Kotalík, czeski hokeista
  - Víctor Martínez, wenezuelski baseballista
  - Slobodan Soro, serbski piłkarz wodny
  - Estella Warren, kanadyjska pływaczka synchroniczna, modelka, aktorka
  - Akiko Yada, japońska aktorka
- 24 grudnia:
  - Yıldıray Baştürk, turecki piłkarz
  - Souleymane Diawara, senegalski piłkarz
  - Alice Falaiye, kanadyjska lekkoatletka, skoczkini w dal
- 25 grudnia:
  - Dawid Bartos, polski piłkarz (zm. 2025)
  - Thierre Di Castro, brazylijski aktor, model
  - Joel Porter, australijski piłkarz
  - Paula Seling, rumuńska piosenkarka, kompozytorka, producentka muzyczna, autorka tekstów
  - Miyuki Takahashi, japońska siatkarka
  - Bridgetta Tomarchio, amerykańska aktorka
  - Yin Jian, chińska żeglarka sportowa
- 26 grudnia:
  - Adam Orłamowski, polski rysownik satyryczny, ilustrator
  - Anna Przybylska, polska aktorka, fotomodelka (zm. 2014)
  - Terrence Rogers, australijski piłkarz
  - Karel Rüütli, estoński polityk
  - Kaoru Sugayama, japońska siatkarka
- 27 grudnia:
  - Antje Buschschulte, niemiecka pływaczka
  - Lisa Jakub, kanadyjsko-amerykańska aktorka
  - Jacek Kuźmiński, polski judoka
  - Andrea Sala, włoski siatkarz
  - Michał Stachyra, polski autor i wydawca gier
- 28 grudnia:
  - Dominika Chorosińska, polska aktorka, dziennikarka telewizyjna, działaczka samorządowa, polityk, poseł na Sejm RP
  - Feng Kun, chińska siatkarka
  - John Legend, amerykański piosenkarz, muzyk, kompozytor
  - Jewhen Mirosznyczenko, ukraiński szachista
  - Will Saul, brytyjski didżej, producent muzyczny
- 29 grudnia:
  - Alexis Amore, peruwiańska aktorka i reżyserka filmów porno
  - Ewelina Fijołek, polska gimnastyczka sportowa, trenerka
  - Beata Kowalczyk, polska piłkarka ręczna, bramkarka
  - Angelo Taylor, amerykański lekkoatleta, sprinter
- 30 grudnia – Ewantia Maltsi, grecka koszykarka
- 31 grudnia – Johnny Sins, amerykański aktor pornograficzny

## Zdarzenia astronomiczne
- 24 marca – zaćmienie Księżyca
- 16 września – zaćmienie Księżyca

## Nagrody Nobla
- z fizyki – Piotr Kapica, Arno Allan Penzias, Robert Woodrow Wilson
- z chemii – Peter D. Mitchell
- z medycyny – Werner Arber, Daniel Nathans, Hamilton O. Smith
- z literatury – Isaac Bashevis Singer
- nagroda pokojowa – Anwar as-Sadat, Menachem Begin
- z ekonomii – Herbert Simon

## Święta ruchome
- Tłusty czwartek: 2 lutego
- Ostatki: 7 lutego
- Popielec: 8 lutego
- Niedziela Palmowa: 19 marca
- Pamiątka śmierci Jezusa Chrystusa: 23 marca
- Wielki Czwartek: 23 marca
- Wielki Piątek: 24 marca
- Wielka Sobota: 25 marca
- Wielkanoc: 26 marca
- Poniedziałek Wielkanocny: 27 marca
- Wniebowstąpienie Pańskie: 4 maja
- Zesłanie Ducha Świętego: 14 maja
- Boże Ciało: 25 maja